# 世界奇妙物語播放作品列表
日本電視劇《世界奇妙物語》在1990年開始在一般劇集時段播放，1990年以「第1系列」，1991年以「第2系列」，1992年以「第3系列」播放。之後節目改編為特別節目時段播放。
| 目錄                                                                                    |
| --------------------------------------------------------------------------------------- |
| 1990年 - 1991年 - 1992年 - 1993年 - 1994年 - 1995年 - 1996年 - 1997年 - 1998年 - 1999年 |
| 2000年 - 2001年 - 2002年 - 2003年 - 2004年 - 2005年 - 2006年 - 2007年 - 2008年 - 2009年 |
| 2010年 - 2011年 - 2012年 - 2013年 - 2014年 – 2015年 - 2016年 - 2017年 - 2018年 - 2019年 |
| 2020年 - 2021年 - 2022年 - 2023年 - 2024年                                              |
| AVANT故事（超短篇）（第1期 - 第2期 - 15周年特別篇 - 2006特別篇） - 電影特別篇 - 項目    |

特別篇及電影版以此色表示。

## 1990年（第1系列）
| 播放日期                   | 標題           | 主演 副主演                           | 其他演員                                                   | 其他演員                                            | 製作公司 製作人員                                           | 原作·原案                 |
| 4月19日（木）收視率：14.3% | 恐怖的觸感     | 中山美穗 瓊尼·大倉                    | 井上裕季子 坂田祥一郎 内藤達也                             | 井上裕季子 坂田祥一郎 内藤達也                      | 共同電視 武上純希 土屋斗紀雄（劇本） 鈴木雅之（導演）       |                           |
| 4月19日（木）收視率：14.3% | 馬奇奧傳聞     | 坂上香織                              | 山田久子 茅野佐智惠 兒玉賴信 只野溫子                      | 山田久子 茅野佐智惠 兒玉賴信 只野溫子               | 共同電視 戶田山雅司（劇本） 星護（導演）                    |                           |
| 4月19日（木）收視率：14.3% | 楊貴妃的雙六棋 | 野村宏伸 中村梓 今福將雄              | 須間一也 筧利夫 勝俣州和 大野貴保                          | 若尾義昭 加勢秀雄 井上泰雄 坂井順子                 | 共同電視 土屋斗紀雄（劇本） 林誠人（劇本） 小椋久雄（導演） |                           |
| 5月3日（木） 收視率：11.6% | 櫃子           | 織田裕二 段田安則                     | 菅田俊 小形雄二 齊藤曉                                     | 大久保了 荒川修 匠恒明                              | KANOX 橋本以藏（劇本） 土屋斗紀雄（劇本） 瀧川治水（導演）  |                           |
| 5月3日（木） 收視率：11.6% | 黑暗中的精靈   | 岸田今日子 竹田高利 小澤仁志 岡本夏生 | 伍代参平 荻原靖高 鮎川昌平 中台愛美                        | 廣瀨禮織奈 高橋千代美 村野忠正                      | KANOX 扇澤延男（劇本） 小川定孝（導演）                     |                           |
| 5月3日（木） 收視率：11.6% | 新房           | 早見優 織本順吉 中島久之              | 重田千穗子 水木薰 橘雪子                                   | 石黑正男 大河聖治                                   | KANOX 日比野木實（劇本） 國本雅廣（導演）                   |                           |
| 5月17日（木）收視率：17.1% | 屍臭           | 關根勤 高樹澪                         | 魯大柴                                                     | 木村翠 甲斐美穗                                     | PDS 小野澤美曉（劇本） 津崎敏喜（導演）                     |                           |
| 5月17日（木）收視率：17.1% | 丟不掉的垃圾   | 櫻田淳子 新井康弘                     | 北城真紀子 小林久世 深谷隆                                 | 羽根田陽一 山口佐知子 吾妻大介                      | PDS 小野澤美曉（劇本） 久野浩平（導演）                     |                           |
| 5月17日（木）收視率：17.1% | 窒息的晚餐     | 益岡徹 佐佐木一成                     | 澤田里沙                                                   | 澤田里沙                                            | PDS 小野澤美曉（劇本） 吉田啟一郎（導演）                   |                           |
| 6月7日（木） 收視率：14.1% | 禮物           | 國生小百合 永瀨正敏 澤向要士 柄澤次郎 | 遠藤真希 和久井志保 仲川佳宏                               | 關口信彦 荻原等司                                   | Central Arts 島田滿（劇本） 今關明好（導演）                | 本間勇輔 （音樂）         |
| 6月7日（木） 收視率：14.1% | 殺人犯後悔了   | 阿藤海 大場久美子 中西良太            | 家富洋二 坂上和子                                          | 家富洋二 坂上和子                                   | Central Arts 信本敬子（劇本） 田中秀夫（導演）              | 本間勇輔 （音樂）         |
| 6月7日（木） 收視率：14.1% | 「親熱」的家人 | 古尾谷雅人 沖直美 風見章子            | 小笠原亞里沙 清水万里 五野上力 小甲登枝惠                  | 小笠原亞里沙 清水万里 五野上力 小甲登枝惠           | Central Arts 浦澤義雄（劇本） 坂本太郎（導演）              | 本間勇輔 （音樂）         |
| 6月28日（木）收視率：13.1% | 猴爪大仙       | 布施博 清水美智子                     | 綾田俊樹 澤田英俊 西本穀 野村知子                          | 東善智 田口敬 高杉哲平                              | 共同電視 土屋斗紀雄（劇本） 鈴木雅之（導演）                |                           |
| 6月28日（木）收視率：13.1% | 惡魔電玩       | 高山良 長谷川步                       | 大倉順憲 二瓶鮫一 皆川眾 三川雄三                          | 竹内伸一郎 松田正信 岩野慎二                        | 共同電視 深谷仁一（劇本） 小椋久雄（導演）                  |                           |
| 6月28日（木）收視率：13.1% | 死後的操勞     | 岩井由紀子 鈴木清順 東東 村上里佳子   | 麥可·富岡 彦摩呂 阿部由美子                                | 柴谷英樹 天野裕子                                   | 共同電視 土屋斗紀雄（劇本） 星田良子（導演）                |                           |
| 7月12日（木）收視率：11.0% | 一人一半       | 柏原芳惠 香坂美由紀                   | 富士原恭平 井原利昌                                        | 富士原恭平 井原利昌                                 | 日活攝影所 村上修（劇本） 兩澤和幸（導演）                  |                           |
| 7月12日（木）收視率：11.0% | 毛病           | 菊池桃子 宮川一朗太                   | 漢特·敬士 東利明 吉田晃太郎                                | 漢特·敬士 東利明 吉田晃太郎                         | 日活攝影所 兩澤和幸（劇本） 金澤克次（導演）                |                           |
| 7月12日（木）收視率：11.0% | 喜歡得要死     | 角田英介 石田光 櫻金造                | 古本新之輔 佐久間哲 望月太郎 水野綾                        | 古本新之輔 佐久間哲 望月太郎 水野綾                 | 日活攝影所 野島伸司（劇本） 川崎善廣（導演）                |                           |
| 7月26日（木）收視率：16.7% | 喪服女孩       | 風間徹 弘子·葛蕾絲                    | 吹田明日香 寺本塔妮婭 由起艶子                             | 吹田明日香 寺本塔妮婭 由起艶子                      | 富士電視台 武上純希（劇本） 小林淳郎（導演）                |                           |
| 7月26日（木）收視率：16.7% | 禁忌遊戲       | 石野真子 石丸謙二郎                   | 金子正樹 大野紋香 河野是智 加世幸市                        | 金子正樹 大野紋香 河野是智 加世幸市                 | 富士電視台 關澄一輝（劇本） 永山耕三（導演）                |                           |
| 7月26日（木）收視率：16.7% | 沒有時間的旅館 | 前田耕陽 渡邊滿里奈 犬塚弘 柳川慶子   | 吉滿涼太 武野功雄 阿部六郎 山崎滿 佐藤百起 木村翠 伊藤正博 | 戶澤佑介 明石良 峯田智代 西川裕美 小林由利          | 富士電視台 信本敬子（劇本） 永山耕三（導演）                |                           |
| 8月9日（木） 收視率：15.7% | 追逐的男人     | 片岡鶴太郎 松澤一之                   | 鼓太郎 石黑正男 松美榮 中上千佳                            | 鼓太郎 石黑正男 松美榮 中上千佳                     | 共同電視 笠原邦曉（劇本） 小椋久雄（導演）                  |                           |
| 8月9日（木） 收視率：15.7% | 超能力         | 仲谷昇 佐野史郎 横須賀昌美            | 立石凉子 山瀨秀雄 清水政彦                                 | 服部賢悟 中村天心 肯·威頓                           | 共同電視 戶田山雅司（劇本） 星護（導演）                    | 吉澤景介 「預知能力」     |
| 8月9日（木） 收視率：15.7% | 遲到許久的戀人 | 南野陽子 保阪尚輝 湯江健幸            | 前田賀奈子 三田文代 持木純子                               | 前田賀奈子 三田文代 持木純子                        | 共同電視 金谷祐子（劇本） 鈴木雅之（導演）                  |                           |
| 8月23日（木）17.4%         | 天台風景       | 鶴見辰吾 川崎敬三                     | 津村鷹志 福田健次 佐藤百起                                 | 津村鷹志 福田健次 佐藤百起                          | 大映電視台 小中千昭（劇本） 土井茂（導演）                  | 阿刀田高 「天台風景」     |
| 8月23日（木）17.4%         | 山路上的女人   | 京本政樹 岡本富士太                   | 津島令子 江崎裕子                                          | 津島令子 江崎裕子                                   | 大映電視台 大原豐（劇本） 土井茂（導演）                    | 阿刀田高 「坡道之女」     |
| 8月23日（木）17.4%         | 似曾相識的人   | 齊藤慶子 及川廣夫                     | 松永博史 和田周 真鍋敏 筒井由美子                          | 甲斐美穗 鈴木義弘 伊藤正博 野野村企晋               | 大映電視台 鹽田千種（劇本） 土井茂（導演）                  | 阿刀田高 「與誰很像的人」 |
| 8月30日（木）收視率：18.0% | 活螃蟹         | 岡田奈奈 五代高之 齊木滋 左時枝       | 平田哲也 水森康太 森岡隆見 染谷紗弥子                      | 平田哲也 水森康太 森岡隆見 染谷紗弥子               | 東宝 關澄一輝（劇本） 太田雅晴（導演）                      |                           |
| 8月30日（木）收視率：18.0% | 遊藝場的奇蹟   | 谷啟 岩淵健                           | 原田千枝子 野村信次 上原由惠 渡邊和重                      | 原田千枝子 野村信次 上原由惠 渡邊和重               | 東宝 杉山王郎（劇本） 岩寺秀廣（導演）                      |                           |
| 8月30日（木）收視率：18.0% | 倒數計時       | 宍戶開 風見章子                       | 伴直弥 谷宣治 中田讓治                                     | 伴直弥 谷宣治 中田讓治                              | 東宝 武上純希（劇本） 唐木昭浩（導演）                      |                           |
| 9月6日（木） 收視率：19.4% | 整形手術       | 高樹沙耶 村上冬樹                     | 新兵衛 石井洋祐 田島基吉 安琪兒                            | 田島曲巳加 藤戶勝弘 神保良 宮邊勝彦                 | Office to One 明石典子（劇本） 助田卓（導演）               |                           |
| 9月6日（木） 收視率：19.4% | 萬眾矚目的男人 | 柳澤慎吾                              | 久遠利三 遠山俊也 雨宮洋子 平井武                          | 田中俊博 杉仲彩 石坂重二                            | Office to One 高野信行（劇本） 助田卓（導演）               |                           |
| 9月6日（木） 收視率：19.4% | 仰望師恩       | 山田吾一 濱村純                       | 木村元 龍紀子                                              | 木村元 龍紀子                                       | Office to One 末谷真澄（劇本） 助田卓（導演）               |                           |
| 9月13日（木）收視率：17.6% | 掃墓           | 萩原流行 齊藤洋介 渡嘉敷勝男          | 鹿取洋子 飯田照子 近藤美江子 加藤沙耶香 山下真廣 森岡聰    | 忍真叶一 倉地雄平 山口年美 蝦名肇 今井由香利        | Telepack 吉村和久（劇本） 淡野健（導演）                    |                           |
| 9月13日（木）收視率：17.6% | 送不到的信     | 山口果林                              | 伊藤幸子 江上真吾 高橋覺 夏川加奈子                        | 石田純子 三股亞由美 望月太郎 原恭子                 | Telepack 江頭美智留（劇本） 岩寺秀廣（導演）                |                           |
| 9月13日（木）收視率：17.6% | 人面草         | 濱田万葉 下條正巳                     | 露原千草 水森康太 青木和代                                 | 露原千草 水森康太 青木和代                          | Telepack 吉村和久（劇本） 大室清（導演）                    |                           |
| 9月20日（木）收視率：21.3% | 通勤電車       | 美木良介 向井亞紀                     | 吉滿涼太 竹田光裕 龜井三郎 杉崎昭彦 大倉順憲               | 矢野明仁 山中浩冶 柴田林太郎 岡本早生               | 彩之会 濱田金廣（劇本） 日名子雅彦（導演）                  |                           |
| 9月20日（木）收視率：21.3% | 自動匯款       | 加賀麻理子 原田大二郎                 | 淺沼晋平 田原阿諾 大林隆介 川田忍 德永葵 長谷川里佳        | 石澤譽子 小川里永子 福田禮子 綠川誠 青地泉 井上文彦 | 彩之会 濱田金廣（劇本） 小林俊一（導演） 土井浩輝（導演）   |                           |
| 9月20日（木）收視率：21.3% | 爺爺的情書     | 大瀧秀治                              | 馬淵英明 坂井順子 只野溫子                                 | 横島亘 上條梓                                       | 彩之会 小林龍雄（劇本） 青木征雄（導演）                    |                           |

## 1991年
| 播放日期       | 標題               | 主演 副主演                                | 其他演員                                                                                         | 其他演員 | 製作公司 製作人員                                               | 原作·原案                          |
| 1月10日（木）  | 映入瞳孔           | 藤田朋子 澤向要士 津村鷹志                 | 山崎滿 遠藤眞希 渥美博 渡邊元子 村瀨絵美                                                         | 山崎滿 遠藤眞希 渥美博 渡邊元子 村瀨絵美                                                                          | 富士電視台 信本敬子（劇本） 舛田明廣（導演）                    |                                    |
| 1月10日（木）  | 再來一次           | 中井貴一 鷲尾伊佐子                        | 宮田恭男 須永慶 西村淳二 杉崎浩一                                                                | 宮田恭男 須永慶 西村淳二 杉崎浩一                                                                                 | 富士電視台 武上純希（劇本） 小林淳郎（導演）                    |                                    |
| 1月10日（木）  | 竊聽器怪事         | 真木藏人 伊澤弘                            | 富士原恭平 田村元治 磯村千花子                                                                   | 鹽屋浩三 上村典子 南場千絵子                                                                                      | 富士電視台 高田勝博（劇本） 中野昌宏（導演）                    |                                    |
| 1月17日（木）  | 時間啊停止吧       | 山本淳一 石倉三郎 東泉                     | 緒方義博 夏川加奈子 冴島奈緒                                                                     | 渡邊由紀子 荒川修 渡会良                                                                                          | KANOX 土屋斗紀雄（劇本） 千葉行利（導演）                       |                                    |
| 1月17日（木）  | 想要回到那一天     | 松尾貴史 村上里佳子 五代高之               | 立川談春 久保晶 宮島敏 米澤史織                                                                  | 宮島里奈 大沼譽 長澤佑樹 類家大地                                                                                 | KANOX 土屋斗紀雄（劇本） 小川定孝（導演）                       |                                    |
| 1月17日（木）  | 目光村             | 林隆三 林美穗 水木薰                       | 翁華榮 池上尚吾 伊奈由美子 金丸芳久 吉田麻衣子                                                   | 岡崎美紀 市瀨晃央 飯野京美 大野圭太                                                                               | KANOX 岸田理生（劇本） 久世光彦（導演）                         | 綾羽一紀 「視線小鎮」              |
| 1月24日（木）  | 被遺忘的手術刀     | 平田滿 上田耕一                            | 龍川真 小河麻衣子 花王治                                                                         | 山本富士子 菅原昌代 太田陽子                                                                                      | 日活攝影所 北川悅吏子（劇本） 金澤克次（導演）                  |                                    |
| 1月24日（木）  | 電話答錄機         | 仙道敦子 齊藤隆治                          | 戶田研一郎 矢澤美樹 小林節子                                                                     | 佐佐木誠人 根本隆宏 長谷川譽                                                                                      | 日活攝影所 夢野沙里（劇本） 村上修（導演）                      |                                    |
| 1月24日（木）  | 座敷童子           | 永島敏行                                   | 澤田和美 栗田陽子 辻伊万里                                                                       | 光石研 中山龍二                                                                                                   | 日活攝影所 野依美幸（劇本） 伊藤正治（導演）                    | 吉田秋生 「座敷童子」              |
| 1月31日（木）  | UFO                | 高橋瞳 長谷川哲夫                          | 林昭夫 石黑正男 鈴木義男                                                                         | 中野英雄 山下千景 神谷秀澄                                                                                        | 共同電視 藤本信行（劇本） 河野圭太（導演）                      |                                    |
| 1月31日（木）  | 電話卡             | 永作博美 松野有里巳 佐藤愛子 （ribbon）    | 平野直美 石川裕司 寺田千夏 清水真由                                                              | 平野直美 石川裕司 寺田千夏 清水真由                                                                               | 共同電視 戶田山雅司（劇本） 松田秀知（導演）                    |                                    |
| 1月31日（木）  | 囚徒               | 高橋一也 竹中直人 神田利則                 | 日埜洋人 後藤正人 長田顯二 理查德·馬特森                                                         | 日埜洋人 後藤正人 長田顯二 理查德·馬特森                                                                          | 共同電視 戶田山雅司（劇本） 星護（導演）                        |                                    |
| 2月7日（木）   | 白痴滿天飛！       | 佐野史郎 柳家阿小                          | 柳原晴郎 音無真喜子 加藤衛 神崎充 渡邊美惠 渡邊忠綱 下島裕司 鈴木惠理子 小林幹也 清水里佳 轟二郎 | 稻垣愛 川上泳 加藤美樹 澤田浩二 五野上力 木村修 松添豐德 市川浩 村田泰則 高橋利安 杉山惠子                        | Central Arts 信本敬子（劇本） 小椋久雄（導演）                  | 大島弓子 「夜半獏」                |
| 2月7日（木）   | 娃娃谷             | 嶋田久作 石田百合子                        | 秋月久枝 江崎玲奈 勅使瓦武志 持丸雅樹                                                            | 清松信年 橋本靖典 鎌田功 磯崎順子                                                                                 | Central Arts 武上純希（劇本） 小中肇（導演）                    |                                    |
| 2月7日（木）   | 惜別藏町戲院       | 田村高廣 戶川京子 井出薰 趙方豪            |                                                                                                  | | Central Arts 相里修（劇本） 長石多可男（導演）                  |                                    |
| 2月14日（木）  | 黑魔法             | 高嶋政伸 増田未亞 利重剛 桂木文            | 師師岡 神戶浩 田村亞耶 山口詩史 塚本優子                                                         | 戶恒惠理子 工藤步美 樋口尚文 樋口喜久枝 佐塚真紀                                                                  | 大映電視台 棟居仁（劇本） 一瀨隆重（導演）                      |                                    |
| 2月14日（木）  | 廢校第七大傳說     | 小林昭二 野村義男 北詰友樹                 | 田山真美子 三野輪有紀 園部智秋                                                                   | 米谷和彦 根岸義孝 寺田紀美                                                                                        | 大映電視台 安城文雄（劇本） 河崎實（導演）                      |                                    |
| 2月14日（木）  | 山頂茶屋           | 伊藤和枝 田口智朗 速水典子                 | 頓貫太郎 柳橋林 津村和幸                                                                         | 頓貫太郎 柳橋林 津村和幸                                                                                          | 大映電視台 棟居仁（劇本） 植岡喜晴（導演）                      |                                    |
| 2月21日（木）  | 收藏家             | 田中律子 鹽見三省 南原宏治                 | 平尾良樹 宮本佳香 中井美穗 智田裕一                                                              | 平尾良樹 宮本佳香 中井美穗 智田裕一                                                                               | 關澄一輝（劇本） 舛田明廣（導演）                               |                                    |
| 2月21日（木）  | 極樂鳥花           | 宅麻伸 高澤順子 裕木奈江                   | 鯨岡翔 澤田英俊 落合真美                                                                         | 鯨岡翔 澤田英俊 落合真美                                                                                          | 富士電視台 鹽田千種（劇本） 笹本泉（導演）                      |                                    |
| 2月21日（木）  | 命運紅線           | 中村繁之 長山洋子 高橋由美子               | 中村亘利 田村元治 小山克博                                                                       | 冨士原恭平 山本千香子                                                                                             | 富士電視台 關澄一輝（劇本） 中野昌宏（導演）                    |                                    |
| 2月28日（木）  | 不是我             | 中島朋子 咲輝                              | 田中雅子 中丸新將 河合里美 神田瀧夢                                                              | 大岡千夏 長田顯二 北川純子                                                                                        | 共同電視 野依美幸（劇本） 星田良子（導演）                      |                                    |
| 2月28日（木）  | 全家福             | 土倉有貴 本田博太郎 友里千賀子             | 外波山文明 高都幸子 丸岡奨詞 窪園純一 藍田美智瑠                                                 | 中山龍二 吉川京子 玉井聰 南英二 野村昇史                                                                          | 共同電視 林誠人（劇本） 鈴木雅之（導演）                        |                                    |
| 2月28日（木）  | 小白鼠             | 小堺一機 村上冬樹 大島蓉子                 | 中村方隆 花原照子 木村翠 山口仁奈子 山口純平 河原田安敬 武川信介 關篤                            | 卜字高雄 三田惠子 四戶惠子 高橋覺 中田優子 阿部泰 藤戶勝弘                                                        | 共同電視 君塚良一（導演） 小山協子（導演） 落合正幸（導演）     |                                    |
| 3月7日（木）   | 自助洗衣店         | 相樂晴子 竹内力                            | 長田江身子                                                                                       | 長田江身子 | Office to One 末谷真澄（劇本） 松村聖治（導演）                 |                                    |
| 3月7日（木）   | 考生               | 工藤正貴 田島令子                          | 鶴田忍 西村淳二 中丸新將 加賀谷純一                                                              | 豐川悅司 吉澤梨絵 坂入宏子                                                                                        | Office to One 中園健司（劇本） 高橋尚樹（導演）                 |                                    |
| 3月7日（木）   | 石田代理部長的災難 | 伊東四朗                                   | 磯部弘 立原美穗 田中健三 今井雅之 當眞小百合                                                     | 中島元 村上幹夫 酒井万里子 内田三千代                                                                             | Office to One 小林龍雄（劇本） 富田勝典（導演）                 |                                    |
| 3月14日（木）  | 行走的屍體         | 渡邊裕之 小宮孝泰                          | 高尾由美 西村淳二 石田純子 真鍋敏宏                                                              | 高尾由美 西村淳二 石田純子 真鍋敏宏                                                                               | PDS 小野澤美曉（劇本） 久野浩平（導演）                         |                                    |
| 3月14日（木）  | 永不分離           | 積木美穗 天宮良                            | 中村瞳 仁科扶紀 長岡美由紀                                                                       | 中村瞳 仁科扶紀 長岡美由紀                                                                                        | PDS 小野澤美曉（劇本） 津崎敏喜（導演）                         | 齊藤直人 （原案）                  |
| 3月14日（木）  | 8點50分            | 櫻田淳子 岸田今日子                        | 緒方義博 船戶健行 村上春美                                                                       | 緒方義博 船戶健行 村上春美                                                                                        | PDS 小野澤美曉（劇本） 新村良二（導演）                         |                                    |
| 3月21日（木）  | 午夜               | 植草克秀（少年隊） 保羅·牧 安達祐實        | 中村元則 春風亭柏枝 朝寝坊乃樂 齊藤彰 石井匡人                                                   | 押部麗奈 掛貝梨紗 水岡眞之輔 田島悠介 大泉翼                                                                      | KANOX 伴一彦（劇本） 日留川雄二（導演）                         |                                    |
| 3月21日（木）  | 鏡子               | 風見慎吾 鳥越麻理                          | 相川惠里 田口主將 朝倉沙友美 寺田千夏                                                            | 相川惠里 田口主將 朝倉沙友美 寺田千夏                                                                             | KANOX 伴一彦（劇本） 猪原達三（導演）                           |                                    |
| 3月21日（木）  | 健忘               | 坂上香織 田島令子                          | 麻生玲里 宮澤美保 田上弘                                                                         | 頓貫太郎 佐藤晃市                                                                                                 | KANOX 伴一彦（劇本） 三輪源一（導演）                           |                                    |
| 4月11日（木）  | 詛咒紙人           | 菊池桃子 別所哲也 清水章吾                 | 高林由紀子 榎本夕希 市川勇 山口真司                                                              | 吉山裕 伊藤正博 高柳葉子                                                                                          | 富士電視台 武上純希（劇本） 光野道夫（導演）                    | 西岸良平 「黑魔法」                |
| 4月11日（木）  | 兒子回來了         | 布施博 渡邊滿里奈 長塚京三 安岡力也        | 中西良太 五月晴子 小池榮                                                                         | 小林隆 三迫將弘 中島真二                                                                                          | 富士電視台 三谷幸喜（劇本） 舛田明廣（導演）                    |                                    |
| 4月11日（木）  | 占卜道具           | 田中美佐子 中尾美惠                        | 田岡美也子 夏川加奈子 佐藤幸雄 高畑洋介                                                          | 田岡美也子 夏川加奈子 佐藤幸雄 高畑洋介                                                                           | 富士電視台 折川冬雪（劇本） 舛田明廣（導演）                    |                                    |
| 4月18日（木）  | 愛車物語           | 佐藤寬之 伊藤美紀                          | 仲村五月                                                                                         | 仲村五月 | 日活攝影所 兩澤和幸（劇本） 伊藤正治（導演）                    |                                    |
| 4月18日（木）  | 競爭對手           | 佐藤浩市 高岡健二                          | 石田純子 中野智惠子 定岡徹久                                                                     | 中嶋雅一 福綱俊次 岡本和也                                                                                        | 日活攝影所 野依美幸（劇本） 川崎善廣（導演）                    |                                    |
| 4月18日（木）  | 豬多摳被龍糗       | 草刈正雄                                   | 田山涼成 山崎滿 丸岡奨詞 石井洋祐 羽田真 菅野玲子 小林梢                                         | 細川順子 竹中亞美 石黑正男 影山英俊 横須賀潮也 廣瀨真奈實 沼田視戶美                                              | 日活攝影所 北川悅吏子（劇本） 金澤克次（導演）                  |                                    |
| 5月2日（木）   | 聽話的孩子         | 早見優 峯村康平                            | 岩松了 磯崎禮子 松本朝生 伊藤紘 里見梨子                                                         | 玉井聰 赤井由紀子 武田善孝 岩尾義昭                                                                               | 東宝 香山雅人（劇本） 齋藤郁宏（導演）                          |                                    |
| 5月2日（木）   | 失眠症             | 拉沙爾·石井 齊藤洋介                       | 亞湖 市山登 灰地順 水村泰三 田邊年秋 西坂康代                                                    | 杉崎浩二 原田和哉 岡田正典 間杉英子 渥美博                                                                        | 東宝 中園健司（劇本） 成田裕介（導演）                          |                                    |
| 5月2日（木）   | 鬧鐘               | 南果步 豐原功補 奥村公延                   | 山口智惠 笠原志津香 渡浩行 田村貫                                                                | 山口智惠 笠原志津香 渡浩行 田村貫                                                                                 | 東宝 鹽谷三保子（劇本） 五木田亮一（導演）                      |                                    |
| 5月9日（木）   | 目擊者             | 布川敏和 六平直政                          | 青空球一 松浦隆 石澤晶 井田州彦 安藤圭一                                                         | 小林勝彦 山瀨秀雄 山村由美子 檜垣晴美                                                                             | 共同電視 濱田金廣（劇本） 鈴木雅之（導演）                      |                                    |
| 5月9日（木）   | 留言板             | 有森也實 水谷敦                            | 中上千佳 藤島亞弥 雅雅彦 塚本秀 宮崎強                                                           | 北田希利子 鮎原美帆 柴崎知美 加藤美奈子                                                                           | 共同電視 月島水樹（劇本） 河野圭太（導演）                      |                                    |
| 5月9日（木）   | 女演員             | 翁倩玉 長塚京三 大高洋夫                   | 山口粧太 吉田紀之 福田健次 田村元治                                                              | 内山森彦 宮田早苗 岡本德彦 竹音夏美                                                                               | 共同電視 野依美幸（劇本） 星護（導演）                          |                                    |
| 5月16日（木）  | 室友               | 畠田理惠 松下一矢                          | 藤浪晴康 橋本景子 田端和志 山下光治                                                              | 藤浪晴康 橋本景子 田端和志 山下光治                                                                               | Telepack 江頭美智留（劇本） 大室清（導演）                      |                                    |
| 5月16日（木）  | 奇蹟兒童           | 三田寬子 松金米子                          | 森田洸輔 山本清 大方斐紗子 唐木智惠美                                                            | 大泉翼 小松原大 小林一裕 小林麻衣子                                                                               | Telepack 菅谷淳夫（劇本） 舘治佳（導演）                        |                                    |
| 5月16日（木）  | 換裝娃娃           | 笑福亭鶴瓶 長谷川初範                      | 石田純子 湯淺惠子 監物房子 高木彩                                                                | 岸本一人 豐島雅美 時廣紀子                                                                                        | Telepack 吉村和久（劇本） 竹内正男（導演）                      |                                    |
| 5月30日（木）  | 要死三人           | 露口茂 幸男大和 岡本達哉                   | 龜山助清 頓貫太郎 横山明夫 塚本修                                                                | 松村彦次郎 谷本薰子 後藤恭子                                                                                      | 大映電視台 棟居仁（劇本） 山田大樹（導演）                      |                                    |
| 5月30日（木）  | 面具               | 獸神雷霆萊卡（聲：中村大樹） 二橋進 睦五朗 | 日高幹弘 二家本辰巳 松岡英治 倉掛欽也 山口雄介 田中秀和 山本隆司                                 | 金本浩二 山本廣吉 中村大樹 二瓶鮫一 石原辰己 田公雄 塚本優子                                                      | 大映電視台 棟居仁（劇本） 新山哲（劇本） 河崎實（導演）         | 藤原邦彦 （原案）                  |
| 5月30日（木）  | 切腹都市           | 肯特·吉爾伯特 竹中直人 鶴田真由 利重剛     | 加藤賢崇 佐塚真紀 艾丁·雅萬拉爾                                                                  | 塔比娜 忍龍 杉原光輪子                                                                                            | 大映電視台 棟居仁（劇本） 一瀨隆重（導演）                      | 實相寺昭雄 （題字）                |
| 6月6日（木）   | 灰姑娘             | 中島唱子 罇真佐子                          | 中上千佳 井上博美 百合香 山田尚                                                                  | 藤岡太郎 松本明子 羅伯特·桑塔納                                                                                   | Kitty Film 鈴木貴子（劇本） 渡邊孝好（導演）                    |                                    |
| 6月6日（木）   | 夢                 | 世良公則 鄉田穗積                          | 柳祐子 坂西良太 大村波彦 二見忠男                                                                | 柳祐子 坂西良太 大村波彦 二見忠男                                                                                 | Kitty Film 鈴木貴子（劇本） 黑澤直輔（導演）                    |                                    |
| 6月6日（木）   | 秘密花園           | 鶴見辰吾 大西結花                          | 安尾正人 宮島育美 吉屋亞衣美                                                                     | 安尾正人 宮島育美 吉屋亞衣美                                                                                      | Kitty Film 鈴木貴子（劇本） 高橋貞彦（導演）                    |                                    |
| 6月13日（木）  | 朋友               | 錦織一清（少年隊） 香川照之 七瀨夏美       | 伊藤洋三郎 小島直美 正村英司                                                                     | 太組冨士雄 野原準 鴇巢翔                                                                                          | KANOX 石原武龍（劇本） 瀧川治水（導演）                         |                                    |
| 6月13日（木）  | 靈異照片           | 千堂晃穗 松田洋治                          | 水澤螢 津田卓也                                                                                  | 水澤螢 津田卓也                                                                                                   | KANOX 土屋斗紀雄（劇本） 猪原達三（導演）                       |                                    |
| 6月13日（木）  | 保姆               | 淺香唯 嶋田久作 久保京子                   | 中丸新將 中村成一 中村功二 阿部由美子                                                            | 中丸新將 中村成一 中村功二 阿部由美子                                                                             | KANOX 土屋斗紀雄（劇本） 國本雅廣（導演）                       |                                    |
| 6月20日（木）  | 彼世傳話服務       | 吉村明宏 杉浦幸                            | 田口浩正 池田貴族 音羽久米子                                                                     | 蒲田進一 戶張寬之                                                                                                 | as birds 小野澤美曉（劇本） 林高明（導演）                      |                                    |
| 6月20日（木）  | 笑面女             | 榎木孝明 真行寺君枝                        | 新井量大 武川信介 佐佐木誠人 假屋瑠璃子 菅沼貴之                                                 | 藍田瑠璃 河田美帆 平美夏 牧野美波                                                                                 | as birds 前田正樹（劇本） 戶田山雅司（劇本） 塚田哲也（導演）   |                                    |
| 6月20日（木）  | 百合子             | 河原崎長一郎 岩本多代                      | 鹿島環奈 加藤盛大                                                                                | 鹿島環奈 加藤盛大                                                                                                 | as birds 戶田山雅司（劇本） 小田切成明（導演）                  | 筒井康隆 「百合子」                |
| 7月4日（木）   | 百元腦味噌         | 勝俣州和 草薙幸二郎                        | 長谷有洋 住田隆 龜山助清 山崎滿 伊藤正博                                                         | 井上康夫 瀧川健 木村翠 菅惠 中村朋子                                                                              | 富士電視台 綾瀨麦彦（劇本） 笹本泉（導演）                      |                                    |
| 7月4日（木）   | 時光摩托車         | 高嶋政伸 石田百合子 岸部四郎               | 庄司永建 石井洋祐 唐木智惠美 佐藤麻衣子                                                          | 山岡亮 吉田雅子 吉田惠                                                                                            | 富士電視台 水橋文美江（劇本） 木村達昭（導演）                  | 西岸良平 「時間機車」              |
| 7月4日（木）   | 我家在哪裡         | 柄本明 新井康弘 鬼太郎 螢雪次朗 東照美     | 椎名茂 白川今日子 大野紋香                                                                       | 椎名茂 白川今日子 大野紋香                                                                                        | 富士電視台 關澄一輝（劇本） 舛田明廣（導演）                    |                                    |
| 7月25日（木）  | 殘影               | 宮川一朗太 清水大敬 小森愛                 | 西村淳二 三津木順 傳藏 新藏 長田顯二                                                             | 渡会良 塚本秀 玉井聰 赤石孝之 三田文代                                                                            | 共同電視 戶田山雅司（劇本） 星護（導演）                        | 高山直也 （原案）                  |
| 7月25日（木）  | 謊言舖             | 西村知美 今福將雄                          | 大谷亮介 水森康太 佐藤百起 船戶建行                                                              | 高畑洋介 石橋劍道 飛田真步                                                                                        | 共同電視 夢野沙里（劇本） 河野圭太（導演）                      | 葦雅子 「謊話連篇舖」              |
| 7月25日（木）  | 循環               | 松崎茂 速水典子                            | 梅津榮 小須田康人 佐戶井憲太 松尾文人 布施木昌之 天現寺龍 澤田誠志                               | 松田守 山村由美子 淺野潤一郎 神山龍 松本政彦 阿部光利 安藤壮洋                                                    | 共同電視 田子明弘（劇本） 落合正幸（導演）                      |                                    |
| 8月1日（木）   | 有關我的八卦       | 萩原流行 大輝優 石井愃一                   | 花王治 佐渡稔 山本富士子 永居光男 市瀨理都子 瀨戶陽一郎 田代敦郎                                 | 大沼美和子 久保田柚 小澤悅子 山崎雅美 羽田真 關時男                                                               | 日活攝影所 菅谷淳夫（劇本） 川崎善廣（導演）                    | 筒井康隆 「有關我的傳言」          |
| 8月1日（木）   | 鈕扣               | 伊武雅刀                                   | 佐戶井憲太 上田真士 間門利夫 向井薰 川俣忍 濱野正幸 遠山俊也 小松正一 平澤智 渡邊杉枝 安達香代子 | 石原茂明 石橋秀大郎 舘翔太 伸澤弘孝 稻田耕二 加藤義 青木千春 蓋洛德·馬奇 曼蘇爾·阿羅特伊夫 阿里德·赫比茨 帶金伸行 | 日活攝影所 野依美幸（劇本） 工藤雅典（導演）                    |                                    |
| 8月1日（木）   | 無趣的男人         | 中山仁 青木秋美 江藤漢                     | 北原弘一 橘雪子 法嶋伸雄 西本毅 山崎滿 鳥山佳子                                                  | 西村喜代子 和穎弓 三平利佳 飯口美穗 姬鳴莉奈                                                                      | 日活攝影所 北川悅吏子（劇本） 金澤克次（導演）                  |                                    |
| 8月8日（木）   | 把愛告訴他         | 高岡早紀 奈美悅子                          | 岡安泰樹 角田英介 芦澤孝子 三浦保子                                                              | 岡安泰樹 角田英介 芦澤孝子 三浦保子                                                                               | 富士電視台 綾瀨麦彦（劇本） 杉山登（導演）                      |                                    |
| 8月8日（木）   | 19XX               | 梶原真理子 石原良純 中野英雄               | 德井優 田村元治 松美榮 麻倉香織                                                                  | 川島南 森下真弓 寺岡洋征 永久兼治                                                                                 | 富士電視台 水橋文美江（劇本） 本間欧彦（導演）                  |                                    |
| 8月8日（木）   | 記憶深淵           | 若村麻由美                                 | 鈴木裕子 水木薰 中山龍二                                                                         | 工藤恭德 荻野純一 仙台惠理                                                                                        | 富士電視台 武上純希（劇本） 舛田明廣（導演）                    |                                    |
| 8月22日（木）  | 傷痕累累           | 三田村邦彦 大島蓉子                        | 鶴岡修 津島令子 松本朝生 水森康太 波方清 吉中六                                                  | 鳥山佳子 松下武史 窪園純一 黑瀧順治 諸丸夫 齊藤隆幸                                                               | 共同電視 齊藤猛（劇本） 河野圭太（導演）                        | 西祐治 （原案）                    |
| 8月22日（木）  | 大蒜               | 榊原郁惠                                   | 田根樂子 福田健次 佐伯玲子 山下千景 安田洋子 木田三千雄                                          | 稻吉靖司 刈谷信行 新城彰 今井耐介 池田貴族                                                                        | 共同電視 月島水樹（劇本） 星護（導演）                          |                                    |
| 8月22日（木）  | 柵欄               | 小林克也 佐野史郎 間寬平                   | 大林丈史 山乃廣美 日埜洋人 川上泳                                                                | 伝田敦司 速水溪 鮎原美帆 藍田美智瑠 森廉                                                                          | 共同電視 小山協子（劇本） 落合正幸（導演）                      |                                    |
| 8月29日（木）  | 眨眼間             | 阿部寬 橫山惠                              | 山田幸信 松井弘 篠原大作 深谷節                                                                  | 山田幸信 松井弘 篠原大作 深谷節                                                                                   | Office to One 末谷真澄（劇本） 新井三郎（導演）                 |                                    |
| 8月29日（木）  | 告白派對           | 中山忍 河合美智子                          | 白島靖代 鈴木聖子                                                                                | 白島靖代 鈴木聖子                                                                                                 | Office to One 及川中（劇本） 松村聖治（導演）                   |                                    |
| 8月29日（木）  | 爸爸是罪犯         | 小倉久寬                                   | 今村明美 大塚露那 師師岡 金剛寺美樹 清水賢臣                                                     | 赤堀二英 瀨尾智美 加瀨龍彦 十返伸 方南組                                                                          | Office to One 樫田正剛（劇本） 助田卓（導演）                   |                                    |
| 9月5日（木）   | 替身               | 木村圭見 宮島育美 長谷川初範               | 丸山秀美 矢澤美樹 石井愃一 須藤芳雄                                                              | 藤山健剛 望月智子 小玉奈保美 吉田亞由美                                                                           | Central Arts 林誠人（劇本） 鹿島勤（導演）                      |                                    |
| 9月5日（木）   | 人格改造飲料       | 蟹江敬三 平栗敦美                          | 只野溫子 金杉太朗 杉本惠 宗近晴見 和泉史朗 小倉雄三                                              | 八百原壽子 西田博美 白鳥夕香 黑田美紀 松川英子                                                                    | Central Arts 水橋文美江（劇本） 寺田時雄（導演）                |                                    |
| 9月5日（木）   | 仙人               | 金山一彦 范文雀                            | 出光元 久保晶 岩谷薰 中川亮 大和田靖                                                             | 小川剛 高橋龍次 中川幸治 小畑英昭                                                                                 | Central Arts 宮本敬子（劇本） 小中肇（導演）                    | 芥川龍之介 「仙人」                |
| 9月19日（木）  | 整理癖             | 渡邊裕之 越智靜香                          | 山崎大輔 庄司永建 森川美沙緒 朝倉沙友美                                                          | 山村彩乃 丸山英機 南英二                                                                                          | 東宝 遠藤雄一郎（劇本） 藤本一彦（導演）                        |                                    |
| 9月19日（木）  | 影音迷幻藥         | 古村比呂 伊藤真美 本田理沙 車段吉          | 五森大輔 加藤治 木村翠 中川彰 中村久美子                                                         | 入江則雅 飯島正和 松本貴子 篠建司 藤森雪奈                                                                        | 東宝 中園健司（劇本） 太田雅晴（導演）                          |                                    |
| 9月19日（木）  | 冗支縮減           | 嶋大輔 渡邊典子 愛德·山口 北村總一朗       | 石井愃一 兒玉謙次 山崎滿 藤原晋 水木英昭 瀨尾智美 佐藤浩之                                       | 鹽谷智子 丸山優子 岩永新悟 大崎聖二 宮下敬夫 住吉理榮 平松令子                                                    | 東宝 關澄一輝（劇本） 中山秀一（導演）                          |                                    |
| 9月26日（木）  | 漫長的一天         | 根津甚八 平泉成                            | 石原舞子 冨士原恭平 曼哲·貝迪                                                                    | 飯口美惠 根本卓哉                                                                                                 | Newteles 樋口徹（劇本） 中野昌宏（導演）                        |                                    |
| 9月26日（木）  | 卡拉OK包廂         | 杉山亞矢子 井上彩名                        | 山路和弘 澤井伽名子 山口純平 遠藤眞希                                                            | 三平利佳 村瀨絵美 土田大 高橋昌志                                                                                 | Newteles 高田勝博（劇本） 中山乃莉子（劇本） 杉山登（導演）     |                                    |
| 9月26日（木）  | 再也不喝酒了！     | 三宅裕司                                   | 武野功雄 山田幸伸 一本氣伸吾 野伏晃平 小島直美 江口美香 桂木貴代                                 | 久保晶 林昭夫 堤勝巳 赤堀二英 渥美博 豐田信行                                                                     | Newteles 關澄一輝（劇本） 下村優（導演）                        |                                    |
| 10月17日（木） | 紅雲               | 工藤夕貴 前田耕陽 伊原剛志                 | 齊藤洋介 坂本明 石田純子                                                                         | 齊藤洋介 坂本明 石田純子                                                                                          | 富士電視台 武上純希（劇本） 舛田明廣（導演）                    | 西岸良平 「赤雲」                  |
| 10月17日（木） | 耳鳴               | 和久井映見 鶴見辰吾                        | 北城真紀子 加賀谷純一 中平良夫 水野裕子 齊藤清子 岡崎淑子                                        | 伊藤俊人 小西美保 中山龍二 渡邊淳 内田崇吉                                                                        | 富士電視台 綾瀨麦彦（劇本） 樋口徹（導演）                      |                                    |
| 10月17日（木） | 深夜的唱片騎師     | 西田光 石丸謙二郎                          | 鄉田穗積 小野隆 濱島美智雄                                                                       | 鄉田穗積 小野隆 濱島美智雄                                                                                        | 富士電視台 綾瀨麦彦（劇本） 舛田明廣（導演）                    |                                    |
| 10月24日（木） | 聽得到             | 石黑賢                                     | 新井康弘 大森博 伏見哲夫 南雲由記子 土田嘉男                                                     | 宮手健雄 伊藤心太郎 後藤雄二 中間康登 里村真和                                                                    | Office to One 及川中（劇本） 富田勝典（導演）                   |                                    |
| 10月24日（木） | 不想死             | 石田光 磯野洋子                            | 片桐海理 山下千景 中川雅世                                                                       | 中川彰 玉木弓子                                                                                                   | Office to One 樫田正剛（劇本） 新井三郎（導演）                 |                                    |
| 10月24日（木） | 我喜歡的老師       | 小林稔侍 鈴木弘滿                          | 里木佐甫良 川上武 小林正季                                                                       | 麻生肇 中島元 赤羽真由美                                                                                          | Office to One 末谷真澄（劇本） 高橋尚樹（導演）                 |                                    |
| 10月31日（木） | 雨夜山路           | 寺田農 阿藤海                              |                                                                                                  | | as birds 友澤晃（劇本） 小田切成明（導演）                      | 手塚治虫 「繞道之夜」              |
| 10月31日（木） | STILL              | 大澤健                                     | 花王治 藤原哲平 齋藤綠 森川美沙諸 清水武尊 小野了                                                | 野野真由美 米山真理 北田保彦 澤目裕二 橋本武                                                                      | as birds 戶田山雅司（劇本） 林高明（導演）                      |                                    |
| 10月31日（木） | 死神               | 東國原英夫 森山祐子                        | 二見忠男 渡部猛 泉佳子                                                                           | 二見忠男 渡部猛 泉佳子                                                                                            | as birds 森崎東（劇本） 塚田哲也（導演）                        | 「死神」 （落語）                  |
| 11月7日（木）  | 未來的回憶         | 林家小三平 石田百合子                      | 南川昊 寺田紀美 三井百合 高崎隆二                                                                | 南川昊 寺田紀美 三井百合 高崎隆二                                                                                 | 東北新社 北川悅吏子（劇本） 崎田憲一（導演）                    | 岡崎二郎 「未来的回憶」            |
| 11月7日（木）  | 原子筆             | 櫻井幸子 中上雅巳                          | 藤重麻奈美 三野輪有紀 大久保了 梅垣義明 辻伊万里                                                 | 藤重麻奈美 三野輪有紀 大久保了 梅垣義明 辻伊万里                                                                  | 東北新社 福田卓郎（劇本） 細山智明（導演）                      |                                    |
| 11月7日（木）  | 綠紙               | 藥丸裕英 原田貴和子 安田伸                 | 田中廣子 槙野涼 後藤明 佐藤康治                                                                  | 高岡成兆 渡邊光一 筒井沙也加                                                                                      | 東北新社 寺田敏雄（劇本） 佐藤高博（導演）                      |                                    |
| 11月14日（木） | 無人艦隊           | 永島敏行 伊東達廣                          | 阿部祐二 町田真一 白石貴綱 長澤隆                                                                | 河合隆司 神田瀧夢 松浦隆                                                                                          | 大映電視台 棟居仁（劇本） 井上芳夫（導演）                      |                                    |
| 11月14日（木） | 奇異的鏡子         | 南野陽子 千波丈太郎                        | 岩崎三沙子 宮野惠里 田村亞耶 村上幹夫                                                            | 岩崎三沙子 宮野惠里 田村亞耶 村上幹夫                                                                             | 大映電視台 棟居仁（劇本） 今關明好（導演）                      | 阿刀田高 「奇怪的鏡子」            |
| 11月14日（木） | 驚異降靈術         | 柴俊夫 玉川良一                            | 城滿 石井富子 伴大介                                                                             | 春井優雅子 佐木秀志                                                                                               | 大映電視台 安城文雄（劇本） 河崎實（導演）                      | 清水義範 「夏洛克·福爾摩斯的降靈」 |
| 11月21日（木） | 前世的恐懼         | 近藤正臣 姿晴香                            | 酒井亞季子 大塚露那 水村菜穗子 平井奈津子                                                        | 坂巻幸子 岡田勝 永田廣美 篠田高信                                                                                 | Telepack 中山乃莉子（劇本） 淡野健（導演）                      |                                    |
| 11月21日（木） | 只有三天的王牌     | 森且行 松岡昌宏 高橋香織                   | 齊藤曉 上田弘司 露木祐次 吉田潤之祐                                                              | 齊藤曉 上田弘司 露木祐次 吉田潤之祐                                                                               | Telepack 北川悅吏子（劇本） 森一弘（導演）                      |                                    |
| 11月21日（木） | 在那裡請安靜       | 藤真利子 三谷昇                            | 加藤善博 北村魚 有薗芳記 光石研                                                                  | 加藤善博 北村魚 有薗芳記 光石研                                                                                   | Telepack 小林政廣（劇本） 大室清（導演）                        |                                    |
| 11月28日（木） | 香煙炸彈！         | 保阪尚輝 渡邊由紀 澤向要士                 | 三浦賢二 朱源實 立石明石 顔田顔彦 伊勢志摩                                                       | 植村結子 石川磨依 江夏加恋                                                                                        | The Dramatic Company 川上英幸（劇本） 淺川順（導演）            |                                    |
| 11月28日（木） | 悲鳴               | 佐藤浩市 白島靖代                          | 辻谷孟                                                                                           | 辻谷孟 | The Dramatic Company 川上英幸（劇本） 鈴木拓彦（導演）          |                                    |
| 11月28日（木） | 隊伍               | 世良公則 篠井英介 松尾鈴木                 | 五島悅子 近藤理枝 青島寒月 荒木克子 近藤美香                                                     | 弓家保則 泰野完治 温水洋一 露原千草 船場牡丹                                                                      | The Dramatic Company 葉山陽一郎（劇本） 猪股敏郎（導演）        |                                    |
| 12月5日（木）  | 通靈               | 佐藤B作 沖直美 六平直政 今井健二           | 川俣忍 山本富士子 市瀨理都子                                                                     | 能見達也 上田真士 濱中剛                                                                                          | KANOX 土屋斗紀雄（劇本） 高野正雄（導演）                       |                                    |
| 12月5日（木）  | 脫不下的皮草       | 畠田理惠 銀粉蝶                            | 中島宏海 有福正志 波方清 德永廣美                                                                | 松浦隆 齊藤麻里 青山麻紀                                                                                          | KANOX 土屋斗紀雄（劇本） 小川定孝（導演）                       |                                    |
| 12月5日（木）  | 海龜湯             | 碇矢長介 木内綠 天本英世                   | 四谷西蒙 芥正彦 酒井由美子 今井耐介                                                              | 四谷西蒙 芥正彦 酒井由美子 今井耐介                                                                               | KANOX 土屋斗紀雄（劇本） 久世光彦（導演）                       | 景山民夫 （原案）                  |
| 12月12日（木） | 家庭劇             | 松原千明 田山涼成                          | 瀧口秀嗣 永田絢子 村田盛 淺野健太                                                                | 瀧口秀嗣 永田絢子 村田盛 淺野健太                                                                                 | 日活攝影所 江頭美智留（劇本） 辻野正人（導演）                  |                                    |
| 12月12日（木） | 戀情尚未開始       | 大瀧秀治 風見章子                          | 妹尾洸 市川浩 大澤悠 佐藤雄太 桂木壽子 萩生雅弓 矢島亞由美 小林節子                              | 冨樫愛美 山口渚 冨岡裕太 日下宗之 恩田惠美子 松岡美幸 藤井佳代子 下澤惠                                           | 日活攝影所 吉田紀子（劇本） 村上修（導演）                      |                                    |
| 12月12日（木） | 尋求佐藤           | 平田滿 相田壽美緒                          | 佐藤幸雄 皆川眾 川原和久 柳谷寬 海東剛哲 大野雅一 重松収                                         | 齊藤曉 山崎滿 淺田壘 廣瀨真奈實 新井量大 飯山弘章                                                                 | 日活攝影所 北川悅吏子（劇本） 兩澤和幸（劇本） 川崎善廣（導演） |                                    |
| 12月19日（木） | 神                 | 保羅·牧 中村有志                           | 渡邊哲 清水宏 鈴木義男 齊藤晃 佐藤康治                                                           | 池田貴尉 山口健三 監物房子 市川勉 小牧彩里                                                                        | Kitty Film 鈴木貴子（劇本） 小久保利己（導演）                  |                                    |
| 12月19日（木） | 蜜月               | 高木美保 野際陽子                          | 山口仁                                                                                           | 山口仁 | Kitty Film 鈴木貴子（劇本） 加藤仁（導演）                      |                                    |
| 12月19日（木） | 另一個人           | 風間杜夫 櫻金造                            | 栗田洋子 五代俊介 金親保雄 關時男                                                                | 伊藤紘 南川准子 竹本理恵 辻脇千惠                                                                                 | Kitty Film 山下光司（劇本） 中山博行（導演）                    |                                    |

## 1992年
| 播放日期                 | 標題           | 主演 副主演                 | 其他演員                                   | 其他演員                                     | 製作公司 製作人員                                           | 原作·原案                         |
| 4月16日（木）            | 煙男           | 藥丸裕英 河合美智子         | 渡邊航 佐久間哲 磯崎洋介 川嶋朋子 葦澤一道 | 渡邊航 佐久間哲 磯崎洋介 川嶋朋子 葦澤一道   | Office to One 末谷真澄（劇本） 助田卓（導演）               |                                   |
| 4月16日（木）            | 棄老山         | 宮下直紀                    | 濱田寅彦 川上夏代                          | 濱田寅彦 川上夏代                            | Office to One 及川中（劇本） 高橋尚樹（導演）               |                                   |
| 4月16日（木）            | 沒血沒淚       | 松原智惠子 阿藤快           | 梶原善 岡田正典 神田時枝 石黑正男 篠原大作 | 春延朋也 山梨花 伊藤康二 山下真廣 高野敦子   | Office to One 齊藤弘（劇本） 助田卓（導演）                 |                                   |
| 4月30日（木）            | 常識酒吧       | 今井雅之 東根作壽英         | 近藤芳正                                   | 近藤芳正                                     | As Produce 飯田讓治（劇本·導演）                            |                                   |
| 4月30日（木）            | 無微不至       | 早見優 廣田玲央名           | 西川忠志                                   | 西川忠志                                     | As Produce 笠井健夫（劇本） 阿部雄一（導演）                |                                   |
| 4月30日（木）            | 精神力         | 龍雷太 岡本麗               | 中上雅巳                                   | 中上雅巳                                     | As Produce 本間英行（劇本） 齊藤郁宏（導演）                |                                   |
| 5月7日（木）             | 瞬             | 勝村政信                    | 樋渡真司 伊藤紘 大我昇                     | 樋渡真司 伊藤紘 大我昇                       | 松竹 岡田惠和（劇本） 門奈克雄（導演）                      |                                   |
| 5月7日（木）             | 絕妙的假日     | 高木美保 大高洋夫           | 渡邊一惠 海津義孝 木下鳳華                 | 渡邊一惠 海津義孝 木下鳳華                   | 松竹 吉田弘美（劇本） 矢野廣成（導演）                      |                                   |
| 5月7日（木）             | 臉             | 鬼太郎 石井愃一             | 木瓜未来 田口智朗 大杉漣 德井優            | 木瓜未来 田口智朗 大杉漣 德井優              | 松竹 三木聰（劇本） 平山秀幸（導演）                        |                                   |
| 5月14日（木）            | 暴食的男人     | 草刈正雄 高島禮子           | 中原潤 仙波和之 前田昌明                   | 中原潤 仙波和之 前田昌明                     | 共同電視 植竹英次（劇本） 落合正幸（導演）                  |                                   |
| 5月14日（木）            | 反追蹤         | 橋爪功 余貴美子             | 南美江 四禮正明 野村昇史 上杉陽一          | 南美江 四禮正明 野村昇史 上杉陽一            | 共同電視 笠原邦曉（劇本） 山城櫻子（劇本） 星田良子（導演） |                                   |
| 5月14日（木）            | 青鳥           | 藤田朋子 河原佐武           | 小河麻衣子 井田州彦 鳥居紀彦               | 小河麻衣子 井田州彦 鳥居紀彦                 | 共同電視 鄭義信（劇本） 川上一夫（導演）                    |                                   |
| 5月21日（木）            | 嗒嘎嗒嘎島     | 伊藤和枝 露木由美           | 伊藤美紀                                   | 伊藤美紀                                     | 大映電視台 棟居仁（劇本） 勝田晃生（導演）                  |                                   |
| 5月21日（木）            | 聽得見聲音     | 黑田亞瑟 螢雪次朗           |                                            |                                              | 大映電視台 棟居仁（劇本） 中山博行（導演）                  | 釋英勝 「能聽到聲音…」            |
| 5月21日（木）            | 心靈洩漏副理   | 小野寺昭                    | 平田純一                                   | 平田純一                                     | 大映電視台 小杉山龍二郎（劇本） 河崎實（導演）              | 清水義範 「說漏嘴係長」           |
| 6月4日（木）             | 倒影           | 藤真利子 蜷川有紀           | 込山順子 高橋理惠子 元井須美子             | 込山順子 高橋理惠子 元井須美子               | as birds 矢崎公彦（劇本） 小田切正明（導演）                |                                   |
| 6月4日（木）             | 人偶           | 杉本哲太 櫻金造             | 片桐龍次 二瓶鮫一 永谷孔二                 | 片桐龍次 二瓶鮫一 永谷孔二                   | as birds 川道正顯（劇本） 太田雅晴（導演）                  | 星新一 「玩偶」                   |
| 6月4日（木）             | 都怪你！       | 石橋保 佐原健二             | 北見敏之 有賀泰三 鈴木新次                 | 北見敏之 有賀泰三 鈴木新次                   | as birds 友澤晃（劇本） 林高明（導演）                      | 火浦功 「都是你不好！」           |
| 6月11日（木）            | 電流中的幽靈   | 喜多嶋舞 坂上忍             |                                            |                                              | Central Arts 扇澤延男（劇本） 雨宮慶太（導演）              | 市野良聰 「AC100V」               |
| 6月11日（木）            | 正午的決鬥     | 玉置浩二 柳原晴郎           | 角替和枝 六平直政 家富洋二                 | 角替和枝 六平直政 家富洋二                   | Central Arts 神戶一彦（劇本） 坂本太郎（導演）              | 江口壽史 「史上最大的現場直播！」 |
| 6月11日（木）            | 敷衍了事       | 篠田三郎                    |                                            |                                              | Central Arts 武上純希（劇本） 小中肇（導演）                | 梶本惠美 （原案）                 |
| 6月25日（木）            | 38'25"         | 勝俣州和 中村綾             | 佐藤健太                                   | 佐藤健太                                     | 共同電視 戶田山雅司（劇本） 星護（導演）                    |                                   |
| 6月25日（木）            | 電梯中         | 黑田福美 豐原功補           | 卜字高雄                                   | 卜字高雄                                     | 共同電視 小林龍雄（劇本） 落合正幸（導演）                  | 椎名誠 「箱子中」                 |
| 6月25日（木）            | 不幸的傳說     | 狆先生 太田光               | 古本新之輔 前田豐 加藤治                   | 古本新之輔 前田豐 加藤治                     | 共同電視 中村功一（劇本） 鈴木雅之（導演）                  | 中井紀夫 「不幸的傳說」           |
| 7月2日（木）             | 喝水的男人     | 布施博 橘由香里             | 四方堂亘                                   | 四方堂亘                                     | KANOX 石原武龍（劇本） 瀧川治水（導演）                     |                                   |
| 7月2日（木）             | 幸運小泉       | 山下真司 齋藤晴彦           | 中武佳奈子                                 | 中武佳奈子                                   | KANOX 扇澤延男（劇本） 高野正雄（導演）                     |                                   |
| 7月2日（木）             | 無言的房間     | 木村拓哉（SMAP） 小林昭二   |                                            |                                              | KANOX 扇澤延男（劇本） 小川定孝（導演）                     | 村野守美 「沒有語言的房間」       |
| 7月9日（木）             | 肖像畫中的女人 | 錦織一清（少年隊） 梶原真弓 | 光石研                                     | 光石研                                       | The Dramatic Company 川上英幸（劇本） 淺川順（導演）        |                                   |
| 7月9日（木）             | 紅與黑         | 大澤譽志幸 岸本加世子       |                                            |                                              | The Dramatic Company 鍋割亮虎（劇本） 關口菊日出（導演）    |                                   |
| 7月9日（木）             | 魔術師的口袋   | 井上順 廣田玲央名           | 井川比佐志                                 | 井川比佐志                                   | The Dramatic Company 猪浦直樹（劇本） 下山天（導演）        |                                   |
| 7月23日（木）            | 臉色           | 渡邊滿里奈 藤田弓子         | 銀粉蝶 棟里佳 白石美樹                     | 銀粉蝶 棟里佳 白石美樹                       | Kitty Film 棟居仁（劇本） 萩原貞明（導演）                  |                                   |
| 7月23日（木）            | 完美犯罪       | 内藤剛志 緒方義博           | 山口仁 掛田誠 古田新太                     | 山口仁 掛田誠 古田新太                       | Kitty Film 棟居仁（劇本） 三輪誠之（導演）                  |                                   |
| 7月23日（木）            | DOOR           | 近藤敦 深津絵里             | 吉澤健 柴崎蛾王 山下眞季                   | 吉澤健 柴崎蛾王 山下眞季                     | Kitty Film 鈴木貴子（劇本） 増田天平（導演）                |                                   |
| 8月6日（木）             | 埋伏           | 小堺一機 平泉成             | 石倭裕子 淺野和之 島田果枝                 | 石倭裕子 淺野和之 島田果枝                   | 共同電視 小山協子（劇本） 落合正幸（導演）                  |                                   |
| 8月6日（木）             | 看了必死       | 筧利夫 久野真紀子           | 西田健 井上高志 大方斐紗子                 | 西田健 井上高志 大方斐紗子                   | 共同電視 寺田敏雄（劇本） 本廣克行（導演）                  |                                   |
| 8月6日（木）             | 搞什麼啊！？   | 泉平子 村井國夫             | 蛭子能収 大塚良重 宮内順子                 | 蛭子能収 大塚良重 宮内順子                   | 共同電視 倉澤左知代（劇本） 星田良子（導演）                |                                   |
| 8月13日（木）            | 右手的復仇     | 別所哲也 相川惠里           |                                            |                                              | 日活攝影所 澤村一幸（劇本） 池田賢一（導演）                |                                   |
| 8月13日（木）            | 城             | 氏木毅 戶川京子             |                                            |                                              | 日活攝影所 菅谷淳夫（劇本） 堤幸彦（導演）                  | 諸星大二郎 「城」                 |
| 8月13日（木）            | 問候令堂事件   | 細川俊之 鶴田真由           | 江守徹                                     | 江守徹                                       | 日活攝影所 野依美幸（劇本） 兩澤和幸（導演）                | 星新一 「Nechirata事件」          |
| 9月3日（木）             | 騷亂咖啡廳     | 今井雅之 大久保鷹           | 東根作壽英 富田貴子 福島麻理子             | 東根作壽英 富田貴子 福島麻理子               | As Produce 飯田讓治（劇本·導演）                            |                                   |
| 9月3日（木）             | 人形國寶       | 松村雄基 青山知可子         | 河原佐武 三輝光輝子 麻生侑里               | 河原佐武 三輝光輝子 麻生侑里                 | As Produce 笠井健夫（劇本） 福田誠（導演）                  |                                   |
| 9月3日（木）             | 贈禮           | 中村梓 篠塚勝               | 平山直樹 永谷孔二 五月女純子               | 平山直樹 永谷孔二 五月女純子                 | As Produce 中村功一（劇本） 飯田讓治 門奈克雄（導演）       |                                   |
| 9月10日（木）            | 頭髮           | 五十嵐泉 桂三木助 堀部圭亮  | 山本惠 宮本佳杳 河野司                     | 三宅順子 宮本大誠                            | Newteles 杉本惠美子（劇本） 樋口徹（導演）                  |                                   |
| 9月10日（木）            | 呼喚奇蹟的男人 | 長谷川初範                  | 速水亮 大門正明 五島悅子                   | 金井大 大林丈史 鄉弘明                       | Newteles 近藤博幸（劇本） 花堂純次（導演）                  | 「白鶴報恩」                      |
| 9月10日（木）            | 贖罪           | 尾藤功男                    | 大前均 中村銀次 青木美枝 峯尾進 二瓶鮫一   | 只野溫子 佐佐木誠人 松本明代 槙野涼 野村信次 | Newteles 樹太（劇本） 富永卓二（導演）                      |                                   |
| 9月17日（木）            | 顛倒           | 片岡鶴太郎 熊谷真實         | 森口博子 伊東達廣 山崎猛 濱田雅功          | 松本人志 西尾德 東美江                       | 富士電視台 君塚良一（劇本） 及川俊明（導演）                |                                   |
| 9月17日（木）            | 父親           | 笑福亭鶴瓶 中田喜子         | 森脇健兒 田口智朗 魯大柴 林家小三平        | 東國原英夫 關根勤 内村光良 南原清隆          | 富士電視台 加藤芳一（劇本） 鈴木惠悟（導演）                |                                   |
| 9月17日（木）            | 慢動作         | 明石家秋刀魚 淺田美代子     | 伊織祐未 竪山博之 宮内順子                 | 清水美智子 工藤順一郎 工藤光一郎             | 富士電視台 清水東（劇本） 荻野繁（導演）                    |                                   |
| 12月7日（月） （關東枠） | 被害者的臉     | 世良公則                    |                                            |                                              | The Dramatic Company 川上英幸（劇本） 淺川順（導演）        |                                   |
| 12月7日（月） （關東枠） | 武士斬！       | 河合美智子                  | 大杉漣                                     | 大杉漣                                       | The Dramatic Company 川上英幸（劇本） 舟橋哲男（導演）      |                                   |
| 12月7日（月） （關東枠） | 螃蟹罐頭       | 高田純次 酒井敏也           |                                            |                                              | The Dramatic Company 柳田剛一（劇本） 岩井俊二（導演）      |                                   |

## 1990年
| 播放日期                 | 標題               | 主演 副主演                  | 其他演員 | 其他演員 | 製作公司 製作人員                            | 原作·原案                       |
| 10月4日（木） 秋季特別篇 | 絕對不要！         | 齊藤由貴 鹽澤登紀            | 龜井光代 石井愃一 田根樂子 三股亞由美 大高洋夫 渡邊哲 乃木涼介 宮邊勝彦 山下真廣 藤戶勝弘 海老原英輝 村上靖博   | 高橋喜代巳 坂東惠 庄司永建 小宮健吾 雷歐·門格提 清水英哉 高石賢二 河岸加奈子 高見澤杏奈 小峰佳代 奥谷昭夫 山田邦貴 | 共同電視 土屋斗紀雄（劇本） 星護（導演）     |                                 |
| 10月4日（木） 秋季特別篇 | 午夜來電           | 本木雅弘 藤谷美和子          | 梅津榮 | 梅津榮 | 共同電視 戶田山雅司（劇本） 落合正幸（導演） |                                 |
| 10月4日（木） 秋季特別篇 | 那裡有扇門         | 澤口靖子 小鹿番              | 關山耕司 上田綾 佐藤裕                                                                                          | 肥後克廣 峯村康平 菊地彩美                                                                                         | 共同電視 深谷仁一（劇本） 星田良子（導演）   |                                 |
| 10月4日（木） 秋季特別篇 | 代打打出安打了嗎？ | 伊武雅刀 朝比奈順子 河原佐武 | 金子研三 若山幸子 小次郎 加瀨秀雄 渡邊一惠 亞崎研二 一橋大介 太田直人 太組富士雄 江口由香里 奥山真佐子 坂谷龍一 | 山崎宗委 野崎昌一 須田珠理 青嶋達也 山瀨秀雄 笠原邦子 麻理亞 琳達 豐島久美子 長谷川大輔 五十嵐啟祐                 | 共同電視 中村功一（劇本） 鈴木雅之（導演）   | 山田正紀 「代打有打全壘打嗎？」 |
| 10月4日（木） 秋季特別篇 | 幸福的選擇         | 淺野裕子 常田富士男 江藤潤   | 戶田研一郎 菊地香織 稻葉祐貴                                                                                    | 戶田研一郎 菊地香織 稻葉祐貴                                                                                       | 共同電視 中園美保（劇本） 小椋久雄（導演）   |                                 |

## 1991年
| 播放日期                  | 標題               | 主演 副主演                    | 其他演員                                                                                    | 其他演員                                                                                   | 製作公司 製作人員                                           | 原作·原案                        |
| 1月3日（木） 冬季特別篇   | 大預言             | 吉田榮作 松本伊代              | 土屋香織 惠俊彰 津田卓也 市川香 是永克也 炒飯 曼哲·貝迪 坂谷龍一 野澤英敏 大森龍太 齊藤智子 | 松本美貴 山本智阿 駒雪枝 奥澤茂 皆川拓也 山本綠 木村修 新井菫 渡邊由紀子 五之上力 作原利雄 | 共同電視 濱田金廣（劇本） 鈴木雅之（導演）                  |                                  |
| 1月3日（木） 冬季特別篇   | 國王的耳朵是驢耳朵 | 南野陽子 藥丸裕英 渡邊美奈代   |                                                                                             |                                                                                            | 共同電視 中園美保（劇本） 松田秀知（導演）                  |                                  |
| 1月3日（木） 冬季特別篇   | 回不去             | 片岡鶴太郎 立石凉子            | 山口弘和 齊藤曉 横山明夫 小須田康人 京晋祐                                                  | 伊藤正宏 森山米次 片山富視 大友大輔                                                        | 共同電視 野依美幸（劇本） 小椋久雄（導演）                  |                                  |
| 1月3日（木） 冬季特別篇   | 再見了六年二班     | 中森明菜 小林千登勢            | 加賀谷純一 小林大介 中山亮 德永浩之 小島幸子 山崎竹子 吉川一紀                              | 太田有美 内田崇吉 松永哲雄 松岡步 内田守彦 小野智子                                        | 共同電視 君塚良一（劇本） 落合正幸（導演）                  |                                  |
| 1月3日（木） 冬季特別篇   | 復仇俱樂部         | 橋爪功 入川保則                | 田山涼成 兼子二郎 六平直政 田村元治 山崎滿 日埜洋人 朝井翔 松美榮                           | 高橋珠美子 峰田智代 三上瓔子 德元和美 瀧川健 大澤由香里 北河純子 三浦貴臣                  | 共同電視 深谷仁一（劇本） 星護（導演）                      | 諸星大二郎 「復仇俱樂部」        |
| 1月3日（木） 冬季特別篇   | 一如往昔           | 石田步 竹脇無我 真木洋子       | 清水英哉 朝倉沙友美 吉井尚子 大内美和子                                                     | 池田智彰 小絲和泉 植松佳菜美                                                               | 共同電視 月島水樹（劇本） 藤田明二（導演）                  |                                  |
| 4月4日（木） 春季特別篇   | 碰巧的吧？         | 明石家秋刀魚 未來貴子          | 齊藤滿喜子 川嶋朋子 幸亞矢子 大林丈史 河野智是 椎名茂                                       | 加世幸市 船戶健行 鹽原恒夫 岩尾康廷 吉米·大西                                              | 共同電視 戶田山雅司（劇本） 星護（導演）                    | 杉本高文 （原案）                |
| 4月4日（木） 春季特別篇   | 現場殺人到天明     | 名取裕子 渡邊惠理子            | 山崎大輔 坂田祥一郎 松井哲也 谷津勲 宮島龍子 花原照子 有本操                                | 天現寺龍 木場彰一 蝦名肇 大澤由香里 大塚浩 青空球一                                        | 共同電視 中園美保（劇本） 星田良子（導演）                  |                                  |
| 4月4日（木） 春季特別篇   | 急診患者           | 近藤真彦 松本留美 佐野史郎     | 荒井乃梨子 津田卓也 神田正夫 奥谷昭夫                                                       | 荒井乃梨子 津田卓也 神田正夫 奥谷昭夫                                                      | 共同電視 君塚良一（劇本） 落合正幸（導演）                  |                                  |
| 4月4日（木） 春季特別篇   | 另一個新娘         | 澤口靖子 山下容莉枝 高島忠夫   | 只野溫子 吉野泰右 笠原清美                                                                  | 只野溫子 吉野泰右 笠原清美                                                                 | 共同電視 月島水樹（劇本） 鈴木雅之（導演）                  |                                  |
| 4月4日（木） 春季特別篇   | 買夢的男人         | 柳葉敏郎 石野真子 室田日出男   | 須永慶 黑之助 劍介 村瀨絵美 西本穀                                                          | 山本惠美子 田村元治 橘家二三藏 山中秀樹 伊藤大佑                                           | 共同電視 林誠人（劇本） 松田秀知（導演）                    | 羅伯特·謝克里 「售夢」           |
| 10月3日（木） 秋季特別篇  | 新聞大叔           | 大竹忍 益岡徹 唐十郎           | 中川真弓 篠原涼子 淺見小四郎 嶋村香織 坂谷龍一                                              | 小林賢二 渡会良 石井宏美 卜字高雄 豐島雅美                                                 | 共同電視 中園美保（劇本） 鈴木雅之（導演）                  | 大場惑 「新聞大叔」              |
| 10月3日（木） 秋季特別篇  | 虛擬實境           | 錦織一清（少年隊） 小野寺昭    | 吉田紀之 宮澤千絵 津田卓也 田中克枝                                                         | 吉田紀之 宮澤千絵 津田卓也 田中克枝                                                        | 共同電視 戶田山雅司（劇本） 星護（導演）                    |                                  |
| 10月3日（木） 秋季特別篇  | 戰爭不曾發生       | 林隆三 北村總一朗 大森曉美     | 守田比呂也 石見榮英 笠井一彦 正城慎太郎 天現寺龍 岸本一人                                   | 三井善忠 谷田真吾 清水真由 酒井麻吏 德元和美                                               | 共同電視 君塚良一（劇本） 落合正幸（導演）                  | 小松左京 「不曾有戰」            |
| 10月3日（木） 秋季特別篇  | 打不開的平交道     | 石田純一 野村真美              | 柳原晴郎 山崎大輔 土倉有貴                                                                  | 下元勉 奥田佳子                                                                            | 共同電視 笠原邦曉（劇本） 松田秀知（導演）                  |                                  |
| 10月3日（木） 秋季特別篇  | 40年               | 八千草薰 淡路惠子              | 宮下直紀 原緋紗子 村上冬樹 小栗香織 四禮正明 高杉哲平                                       | 荻原賢三 布施木昌之 奥村正 城海峰 早川亞友子                                               | 共同電視 金子成人（劇本） 藤田明二（導演）                  | 月島水樹 （原案）                |
| 12月26日（木） 冬季特別篇 | 王將               | 丹波哲郎 高橋一也              | 後藤惠里子 松熊信義 三川雄三 榎田逸美 深谷隆                                                | 赤坂廣人 關口真理子 鮎原美帆 武川信介 岸本一人                                             | 共同電視 中村功一（劇本） 星護（導演）                      |                                  |
| 12月26日（木） 冬季特別篇 | 凌晨三點的敲門聲   | 工藤靜香 橋爪淳                | 安永亞衣 荒井乃梨子 高木真美子 井上泰夫                                                     | 宮本大誠 寺田千穗 伊藤博幸 秋山晴子                                                        | 共同電視 月島水樹（劇本） 笠原邦曉（劇本） 松田秀知（導演） | 小河原一博 「凌晨3點的敲門聲」   |
| 12月26日（木） 冬季特別篇 | 狗洞               | 三浦友和 淺田美代子 青山知可子 | 長谷鞠乃 須賀不二男 江崎玲菜                                                                | 奥谷昭夫 懷特                                                                              | 共同電視 笠原邦曉（劇本） 星田良子（導演）                  | 山田正紀 「狗洞」                |
| 12月26日（木） 冬季特別篇 | 23分鐘的奇蹟       | 賀来千香子                     | 松美里杷 反田孝幸 中澤早紀 星野真理 清水香里 荻野純一                                       | 堀裕晶 堀内詩凡 坂田惠 湯澤真伍 森川浩雅                                                   | 共同電視 石井信之（劇本） 河野圭太（導演）                  | 詹姆斯·克拉威爾 「23分鐘的奇蹟」 |
| 12月26日（木） 冬季特別篇 | 祝我家生日快樂     | 役所廣司 岩崎良美 河原崎建三   | 齊藤滿喜子 武藤洋行 遠藤哲司 卜字高雄 澤井伽奈子 山本奈奈                                   | 海野義貴 島村拓也 田中愛子 青木奈祐 北尾亘                                                 | 共同電視 君塚良一（劇本） 落合正幸（導演）                  |                                  |

## 1992年
| 播放日期                  | 標題         | 主演 副主演         | 其他演出者                                                            | 其他演出者                                                                         | 制作公司 工作人員                                   | 原作·原案                   |
| 4月9日（木） 春季特別篇   | 影子拳擊手   | 柳葉敏郎 小高惠美   | 奥村公延 藤田啟而 宮邊勝彦 高田祐治 佐藤康治 齊藤彰 増島剛之 志村知幸 | 新家一弘 岡俊之 福田亘 塚田亘 藤戶勝弘 持田和明 奥下智一 島川威 山口勝治           | 共同電視 中村功一（劇本） 星護（導演）              |                             |
| 4月9日（木） 春季特別篇   | 天才笑星     | 菊池桃子 相原勇     | 野野村真 花王治 水森康太 増田由紀夫                                   | 高橋等 宇都宮理子 成田昌平 和岐多千尋 白石深雪                                     | 共同電視 戶田山雅司（劇本） 佐藤祐市（導演）        | 嶋田浩司 （原案）           |
| 4月9日（木） 春季特別篇   | 巧遇         | 片岡鶴太郎 仲本工事 | 芦川芳美                                                              | 片岡新兵衛 久保晶 夏川加奈子 佐藤百起                                              | 共同電視 田邊滿（劇本） 鈴木雅之（導演）            | 高井信 「世界奇遇物語」     |
| 4月9日（木） 春季特別篇   | 顫抖的愛     | 南果步 西岡德馬     | 三谷昇 石井哉 阿川藤太 中上千佳 久我美智子                            | 羽田圭子 鄉弘明 高瀨瞳 早川真央 稻葉祐貴                                           | 共同電視 君塚良一（劇本） 落合正幸（導演）          |                             |
| 4月9日（木） 春季特別篇   | 不起眼的男人 | 陣内孝則 森尾由美   | 白石貴綱 鈴木慎平 上野淳 小林和之 鎌江愛 金野加奈江 龜丘理絵 鮎原美帆 | 山川弘乃 五十嵐美鈴 津村和之 藤井夕香 小野寺文彦 淺見誠 酒井亞希子 小泉里惠 小松隆 | 共同電視 田邊滿 戶田山雅司（劇本） 松田秀知（導演） |                             |
| 12月30日（水） 冬季特別篇 | 妄想特快車   | 中井貴一 中村令子   | 天久美智子 中村基子 平泉成                                            | 天久美智子 中村基子 平泉成                                                         | 共同電視 中村功一（劇本） 鈴木雅之（導演）          | 神戶武藏 「妄想快車」       |
| 12月30日（水） 冬季特別篇 | 第48年的約定 | 澤口靖子 風見章子   | 廣岡由里子 緋多景子 藤井佳代子                                        | 廣岡由里子 緋多景子 藤井佳代子                                                     | 共同電視 倉澤左知代（劇本） 小野原和宏（導演）      |                             |
| 12月30日（水） 冬季特別篇 | 倫敦未落成   | 野村宏伸 仲谷昇     | 渡邊典子 今井里美 棟里佳                                              | 渡邊典子 今井里美 棟里佳                                                           | 共同電視 戶田山雅司（劇本） 松田秀知（導演）        | 清水義範 「唯我独存」       |
| 12月30日（水） 冬季特別篇 | 洞           | 碇矢長介            | 中本賢 前澤保美 中澤敦子 松美里杷                                     | 中本賢 前澤保美 中澤敦子 松美里杷                                                  | 共同電視 深谷仁一（劇本） 土方政人（導演）          | 星新一 「喂～！快出來～！」 |
| 12月30日（水） 冬季特別篇 | 我的寶寶     | 萬田久子 長谷川初範 | 久我美智子 野澤由香里 今井梓                                          | 久我美智子 野澤由香里 今井梓                                                       | 共同電視 小山協子（劇本） 落合正幸（導演）          |                             |
| 12月30日（水） 冬季特別篇 | 潛意識       | 東幹久 森本玲央     | 泉晶子 澁谷優子 松田真知子                                            | 泉晶子 澁谷優子 松田真知子                                                         | 共同電視 高山直也（劇本） 星護（導演）              |                             |

## 1993年
| 播放日期                 | 標題         | 主演 副主演         | 其他演員                                                     | 其他演員                                                                      | 製作公司 製作人員                        | 原作·原案                   |
| 7月30日（金） 盛夏特別篇 | 反常識宴會   | 石黑賢 河原佐武     | 中原潤 市川勇 遠山俊也 田口浩正 藤真京介 吉家明仁 金剛寺美樹 | 山崎真由美 利根川祐子 柾木良子 白川達士 嵯峨田啟子 三宅百合香 山浦榮 中澤敦子 | 東映 戶田山雅司（劇本） 大井利夫（導演） |                             |
| 7月30日（金） 盛夏特別篇 | 隔壁的聲音   | 松下由樹 天久美智子 | 若松俊秀 澤山雄次 青山雪菜                                   | 緒方義博 吉田真希子 吉田伸男                                                  | 東映 北川悅吏子（劇本） 落合正幸（導演） |                             |
| 7月30日（金） 盛夏特別篇 | 鐵道下的插曲 | 菅原文太 大寶智子   | 植田阿月 川上武 齊藤曉 池田裕成 菅原加織                     | 牧口元美 岡野耕作 高月忠 水野百合香 塚本健志                                  | 東映 岡田惠和（劇本） 坂本太郎（導演）   | 上野顯太郎 「帽子男睡不著」 |
| 7月30日（金） 盛夏特別篇 | 情人椅       | 南果步 石橋保       | 中島弘子 二宮寬 五野上力                                     | 村澤俊彦 増田雄一 風間將義                                                    | 東映 野依美幸（劇本） 山田大樹（導演）   | 大木三千代 「愛椅」         |
| 7月30日（金） 盛夏特別篇 | 委屈的女人   | 大鶴義丹 水野真紀   | 石橋蓮司 新藤惠美 石川真希                                   | 阿部光子 北島京子 井上祐季子                                                  | 東映 田邊滿（劇本） 小椋久雄（導演）     | 村田基 「愛的衝撃」         |

## 1994年
| 播放日期                  | 標題             | 主演 副主演         | 其他演員 | 其他演員 | 製作公司 製作人員                                       | 原作·原案                   |
| 1月6日（木） 冬季特別篇   | 聽到你心聲       | 内田有紀 今井雅之   | 高杉亘 宝生舞 田中有紀美 山下真希 只野溫子 沼倉絵里子 藥師寺容子 加藤良 中澤早希 石波義人 伊藤哲哉 白崎貴子 星野亘 金房求 小谷野啟 金子由之 安田榮德                                        | 高杉亘 宝生舞 田中有紀美 山下真希 只野溫子 沼倉絵里子 藥師寺容子 加藤良 中澤早希 石波義人 伊藤哲哉 白崎貴子 星野亘 金房求 小谷野啟 金子由之 安田榮德                                        | 共同電視 田邊滿（劇本） 木下高男（導演）                | 濱田金廣 （原案）           |
| 1月6日（木） 冬季特別篇   | 語言戰爭         | 吉田榮作 伊藤美紀   | 北村總一朗 彦摩呂 山崎一 大杉漣 淺野和之 須永慶 飛志津秀治 林田十士男 鮎原美帆 佐竹京子 友里百合 山下德久 杜美由記 二宮知美 竹田真 國本政守 小林操 名倉潤 渡邊勝彦 鶴田東 大關正美 北野政年 | 北村總一朗 彦摩呂 山崎一 大杉漣 淺野和之 須永慶 飛志津秀治 林田十士男 鮎原美帆 佐竹京子 友里百合 山下德久 杜美由記 二宮知美 竹田真 國本政守 小林操 名倉潤 渡邊勝彦 鶴田東 大關正美 北野政年 | 共同電視 戶田山雅司（劇本） 鈴木雅之（導演）            | 清水義範 「語言之國」       |
| 1月6日（木） 冬季特別篇   | 瘋狂的愛         | 豐川悅司 中島弘子   | 千春 光石研 原田雄司 岡美奈子 角口明美 渡邊憲吉 松本朋丈 | 千春 光石研 原田雄司 岡美奈子 角口明美 渡邊憲吉 松本朋丈 | The Dramatic Company 岩井俊二（劇本·導演）              | 岩井俊二 「瘋狂的愛」       |
| 1月6日（木） 冬季特別篇   | 熱鬧的餐桌       | 石田壹成            | 范文雀 角野卓造 下條阿童木 早崎文司 川嶋朋子 網野明 木村直子 後藤展江 三田村慎 | 范文雀 角野卓造 下條阿童木 早崎文司 川嶋朋子 網野明 木村直子 後藤展江 三田村慎 | 東映 澤村一幸（劇本） 井坂聰（導演）                    | 井浪達也 （原案）           |
| 1月6日（木） 冬季特別篇   | 兩個人           | 西田光              | 葛山信吾 松野有里巳 北見敏之 立石涼子 堀川早苗 高杉哲平 石山雄大 篠田薰 瀧雅人 若尾義昭 葉月玲奈 西側有利子                                                                                 | 葛山信吾 松野有里巳 北見敏之 立石涼子 堀川早苗 高杉哲平 石山雄大 篠田薰 瀧雅人 若尾義昭 葉月玲奈 西側有利子                                                                                 | 東映 戶田山雅司（劇本） 麻生重（劇本） 辻野正人（導演） |                             |
| 3月30日（水） 春季特別篇  | 轉校生           | 瀨戶朝香 岡田秀樹   | 淺野麻衣子 Melody | 淺野麻衣子 Melody | 共同電視 澤村一幸（劇本） 木下高男（導演）              |                             |
| 3月30日（水） 春季特別篇  | 時間啊回來吧！   | 萩原聖人            | | | 共同電視 高山直也（劇本） 村上正典（導演）              | 岡崎弘明 「我是這樣的人」   |
| 3月30日（水） 春季特別篇  | 某天早晨的恐慌！ | 大地真央            | 山崎一 | 山崎一 | 東映 酒井直行（劇本） 小中肇（導演）                    | 福山庸治 「某天早晨的恐慌」 |
| 3月30日（水） 春季特別篇  | 通緝犯           | 加勢大周 中島唱子   | 岡村洋一 | 岡村洋一 | The Dramatic Company 下山天（劇本·導演）                | 東一文 （原案）             |
| 3月30日（水） 春季特別篇  | 踩影子           | 布施博              | 羽場裕一 | 羽場裕一 | 東映 辻野富夫（劇本） 辻野正人（導演）                  |                             |
| 7月7日（木） 七夕の特別篇 | 懲罰遊戲         | 永作博美 清水紘治   | 井之原快彦 遠藤雅 大野愛 | 井之原快彦 遠藤雅 大野愛 | 共同電視 高山直也（劇本） 土方政人（導演）              | 多島斗志之 「懲罰遊戲」     |
| 7月7日（木） 七夕の特別篇 | 時間女神         | 柳葉敏郎 水野真紀   | 木下修一郎 奥菜惠 | 木下修一郎 奥菜惠 | 共同電視 小山協子（劇本） 落合正幸（劇本·導演）         | 筒井康隆 「時間女神」       |
| 7月7日（木） 七夕の特別篇 | 恐龍去哪了？     | 松下由樹 佐野史郎   | 村松克己 | 村松克己 | 共同電視 中村樹基（劇本） 星護（導演）                  |                             |
| 10月10日（月） 秋季特別篇 | 出不去           | 齊藤由貴 豐原功補   | | | 共同電視 田邊滿（劇本） 佐藤祐市（導演）                | 高山直也 （原案）           |
| 10月10日（月） 秋季特別篇 | 只把愛給你       | 財前直見 大高洋夫   | 四方堂亘 大杉漣 | 四方堂亘 大杉漣 | 共同電視 戶田山雅司（劇本） 落合正幸（導演）            |                             |
| 10月10日（月） 秋季特別篇 | 販賣回憶的男人   | 小堺一機 岡江久美子 | 佐戶井憲太 高杉亘 山崎一 | 佐戶井憲太 高杉亘 山崎一 | 共同電視 林誠人（劇本） 土方政人（導演）                |                             |

## 1995年
| 播放日期                 | 標題             | 主演 副主演           | 其他演員                   | 其他演員                   | 製作公司 製作人員                              | 原作·原案                     |
| 1月4日（水） 冬季特別篇  | 布爾基先生       | 田原俊彦              |                            |                            | 共同電視 田邊滿（劇本） 佐藤祐市（導演）       | 星新一 「招待」               |
| 1月4日（水） 冬季特別篇  | 鑰匙             | 松雪泰子              |                            |                            | 東映 高山直也（劇本） 土方政人（導演）         |                               |
| 1月4日（水） 冬季特別篇  | 最後的吸菸者     | 林隆三 筒井康隆       | 梶原善 大杉漣              | 梶原善 大杉漣              | 共同電視 田子明弘（劇本） 落合正幸（導演）     | 筒井康隆 「最後的吸煙者」     |
| 1月4日（水） 冬季特別篇  | 禁止按鈕         | 西村雅彦 寺田農       |                            |                            | 共同電視 中村樹基（劇本） 星護（導演）         |                               |
| 1月4日（水） 冬季特別篇  | 夢的延續         | 片岡鶴太郎 天久美智子 | 芳本美代子                 | 芳本美代子                 | 共同電視 中村樹基（劇本） 河野圭太（導演）     | 星新一 「流行商店」           |
| 4月3日（月） 春季特別篇  | 戒指             | 黑木瞳 小木茂光       |                            |                            | 共同電視 笠原邦曉（劇本） 土方政人（導演）     |                               |
| 4月3日（月） 春季特別篇  | 友子的漫長早晨   | 友坂理惠 志垣太郎     | 岡田義德                   | 岡田義德                   | 共同電視 梅田美香（劇本） 本廣克行（導演）     | 藤野美奈子 「友子漫長的早晨」 |
| 4月3日（月） 春季特別篇  | 廁所塗鴉         | 木村拓哉（SMAP）      | 不破万作 飯塚實            | 不破万作 飯塚實            | 共同電視 鈴木勝秀（劇本） 落合正幸（導演）     |                               |
| 4月3日（月） 春季特別篇  | 獰笑的大腦       | 橋爪功 鷲尾伊佐子     | 佐野史郎 尾形龍太          | 佐野史郎 尾形龍太          | 共同電視 戶田山雅司（劇本） 小椋久雄（導演）   |                               |
| 4月3日（月） 春季特別篇  | 不在地圖上的小鎮 | 石黑賢                |                            |                            | 共同電視 高山直也（劇本） 木下高男（導演）     |                               |
| 10月4日（水） 秋季特別篇 | 23歲的老人       | 中居正廣（SMAP）      |                            |                            | 共同電視 戶田山雅司（劇本） 土方政人（導演）   | 渡邊浩二 「浦島太郎」         |
| 10月4日（水） 秋季特別篇 | 友子的長夜       | 友坂理惠 藤村知可     |                            |                            | 共同電視 中谷真由美（劇本） 小野原和宏（導演） | 藤野美奈子 「友子漫長的夜晚」 |
| 10月4日（水） 秋季特別篇 | 地獄計程車       | 佐野史郎              |                            |                            | 共同電視 中村樹基（劇本） 星護（導演）         |                               |
| 10月4日（水） 秋季特別篇 | 殺人犯高橋先生   | 布施博                | 伊藤俊人                   | 伊藤俊人                   | 共同電視 三上幸四郎（劇本） 落合正幸（導演）   |                               |
| 10月4日（水） 秋季特別篇 | 音樂指揮大師     | 鹿賀丈史 大島智子     | 西野麻美 石田惠理 仲本工事 | 西野麻美 石田惠理 仲本工事 | 共同電視 高山直也（劇本） 鈴木雅之（導演）     |                               |

## 1996年
| 播放日期                  | 標題             | 主演 副主演               | 其他演員                              | 其他演員                              | 製作公司 製作人員                                 | 原作·原案                     |
| 1月4日（木） 冬季特別篇   | 追星             | 保阪尚輝 芳本美代子       | 仲間由紀惠                            | 仲間由紀惠                            | 共同電視 砂本量（劇本） 本廣克行（導演）          |                               |
| 1月4日（木） 冬季特別篇   | 嬰兒養育軟體     | 野村宏伸 永作博美         |                                       |                                       | 共同電視 三上幸四郎（劇本） 落合正幸（導演）      |                               |
| 1月4日（木） 冬季特別篇   | 新聞主播         | 飯島直子                  | 吉野容臣                              | 吉野容臣                              | 共同電視 高山直也（劇本） 佐藤祐市（導演）        |                               |
| 1月4日（木） 冬季特別篇   | 老師的「那種事」 | 西村雅彦 奥菜惠           |                                       |                                       | 共同電視 小野喜世仁（劇本） 鈴木雅之（導演）      |                               |
| 1月4日（木） 冬季特別篇   | 熊之木幹線       | 石田純一 金田明夫         | 近藤芳正 深澤幸太                     | 近藤芳正 深澤幸太                     | 共同電視 戶田山雅司（劇本） 小椋久雄（導演）      | 筒井康隆 「熊之木本線」       |
| 3月25日（月） 春季特別篇  | 午夜DJ           | 石黑賢 菅野美穗           | 中原潤 大森南朋 升毅（声） 北川智繪   | 中原潤 大森南朋 升毅（声） 北川智繪   | 共同電視 三上幸四郎（劇本） 落合正幸（劇本·導演） |                               |
| 3月25日（月） 春季特別篇  | 資輩不論排       | 金田明夫 袴田吉彦         | 伊藤俊人 山崎一 齊藤曉 西村淳二       | 伊藤俊人 山崎一 齊藤曉 西村淳二       | 共同電視 高橋留美（劇本） 土方政人（導演）        |                               |
| 3月25日（月） 春季特別篇  | 受傷             | 鷲尾伊佐子 今井雅之       | 大杉漣 井田州彦 佐戶井憲太            | 草村禮子 田中哲司                     | 君塚良一（劇本） 小椋久雄（導演）                 | 中井紀夫 「受傷」             |
| 10月2日（水） 秋季特別篇  | 不定期巴士的乘客 | 中居正廣（SMAP） 佐藤仁美 | 矢島健一 中村方隆 小野敦子            | 矢島健一 中村方隆 小野敦子            | 共同電視 鈴木勝秀（劇本） 佐藤祐市（導演）        | 中原文夫 「不定期巴士的乘客」 |
| 10月2日（水） 秋季特別篇  | 口渴             | 椎名桔平 光石研           | 伊藤紘 伊藤洋三郎 大村美樹            | 伊藤紘 伊藤洋三郎 大村美樹            | ROBOT 藤田昌裕（劇本） 片岡K（劇本·導演）         |                               |
| 10月2日（水） 秋季特別篇  | 牆壁上的小說     | 大塚寧寧 升毅             | 大高洋夫 長江英和 黑田勇樹            | 大高洋夫 長江英和 黑田勇樹            | 共同電視 中村樹基（劇本） 星護（導演）            |                               |
| 10月2日（水） 秋季特別篇  | 對不起，請握手   | 岡本信人 今井里美         | 鈴木慎平                              | 鈴木慎平                              | 共同電視 北川悅吏子（劇本） 松田秀知（導演）      |                               |
| 10月2日（水） 秋季特別篇  | 初次在公園登場   | 鈴木保奈美 山下容莉枝     | 山崎一 畠山明子 卜字高雄              | 山崎一 畠山明子 卜字高雄              | 共同電視 戶田山雅司（劇本） 鈴木雅之（導演）      | 淺田敦史 （原案）             |
| 12月24日（火） 聖誕特別篇 | 大猩猩           | 坂東八十助 勝俣州和       | 小島聖 寺島進 木村多江                | 小島聖 寺島進 木村多江                | ROBOT 小山薰堂（劇本） 片岡K（導演）              |                               |
| 12月24日（火） 聖誕特別篇 | 恐怖卡拉OK比賽   | 野村宏伸 田口浩正         | 金田明夫 芳本美代子 藤木直人 伊藤美紀 | 金田明夫 芳本美代子 藤木直人 伊藤美紀 | 共同電視 樽谷春緒（劇本） 小野原和宏（導演）      | 梶尾真治 「絶唱瞬間」         |
| 12月24日（火） 聖誕特別篇 | 心有靈犀的愛     | 水野真紀 生瀨勝久         | 深水三章 上野正希子 高木麻美子        | 深水三章 上野正希子 高木麻美子        | 共同電視 高橋留美（劇本） 松田秀知（導演）        | 山崎洋子 「心靈感應之愛」     |
| 12月24日（火） 聖誕特別篇 | 主婦幸子的偷歡   | 野際陽子 帕特里克·哈蘭    | 大島蓉子 伊藤俊人 卜字高雄            | 大島蓉子 伊藤俊人 卜字高雄            | 共同電視 淺田敦史（劇本） 佐藤祐市（導演）        |                               |
| 12月24日（火） 聖誕特別篇 | 2040聖誕快樂     | 萩原聖人 木村佳乃         | 江良潤 長尾陽香 大鷹明良              | 江良潤 長尾陽香 大鷹明良              | 共同電視 高橋留美（劇本） 小椋久雄（導演）        | 井上夢人 「四十四年後的證明」 |

## 1997年
| 播放日期                 | 標題           | 主演 副主演               | 其他演員                          | 其他演員                          | 製作公司 製作人員                            | 原作·原案                     |
| 3月31日（月） 春季特別篇 | 完全治療法     | 武田真治 篠井英介         | 岸博之 中村麻美 主濱晴美          | 岸博之 中村麻美 主濱晴美          | 共同電視 鈴木勝秀（劇本） 小椋久雄（導演）   | 渡邊浩二 「又見面了」         |
| 3月31日（月） 春季特別篇 | 管理員         | 松嶋菜菜子                | 鹽見三省 西牟田惠 伊藤洋三郎      | 鹽見三省 西牟田惠 伊藤洋三郎      | 共同電視 大石哲也（劇本） 松田秀知（導演）   | 山田正紀 「又一次，無名噩夢」 |
| 3月31日（月） 春季特別篇 | 門的另一邊     | 椎名桔平 今井雅之         | NARUKO 温水洋一 入江達也          | NARUKO 温水洋一 入江達也          | 共同電視 鈴木勝秀（劇本） 落合正幸（導演）   |                               |
| 3月31日（月） 春季特別篇 | 史上最強轉校生 | 安達祐實 中村綾           | 北原佐和子 大杉漣 鶴見辰吾        | 北原佐和子 大杉漣 鶴見辰吾        | 東映 武上純希（劇本） 辻野正人（導演）       | 黑澤明 「大鏢客」             |
| 3月31日（月） 春季特別篇 | 和我相似的人   | 西村雅彦 安達香代子       | 谷本一 山口正之輔 勝光德          | 谷本一 山口正之輔 勝光德          | 共同電視 橋部敦子（劇本） 中江功（導演）     |                               |
| 10月6日（月） 秋季特別篇 | 病毒           | 廣末涼子 吉田朝           | 野口雅弘 楠本真一 濱近高德        | 野口雅弘 楠本真一 濱近高德        | 共同電視 高山直也（劇本） 佐藤祐市（導演）   | 渡邊浩二 「特殊部隊」         |
| 10月6日（月） 秋季特別篇 | 無辜的男人     | 草彅剛（SMAP） 菊池麻衣子 | 大高洋夫 緒方義博 畠山明子        | 大高洋夫 緒方義博 畠山明子        | 共同電視 鈴木勝秀（劇本） 土方政人（導演）   |                               |
| 10月6日（月） 秋季特別篇 | 那女的沒死     | 杉本哲太 長江英和         | 大杉漣 六角精兒 木村多江 田中哲司 | 大杉漣 六角精兒 木村多江 田中哲司 | 共同電視 落合正幸（導演）                    | 渡邊浩二 「0310-345之謎」     |
| 10月6日（月） 秋季特別篇 | 希望之夢       | 菅野美穗 小島聖           | 橋爪浩一 鈴木慶太 岩田安生        | 橋爪浩一 鈴木慶太 岩田安生        | 共同電視 中村樹基（劇本） 星護（導演）       |                               |
| 10月6日（月） 秋季特別篇 | 自殺夙願       | 山崎努 渡邊一惠           | 銀粉蝶 棟里佳 篠原秀豐            | 銀粉蝶 棟里佳 篠原秀豐            | 共同電視 三上幸四郎（劇本） 福本義人（導演） | 筒井康隆 「自殺悲願」         |

## 1998年
| 播放日期                 | 標題               | 主演 副主演               | 其他演員                          | 其他演員                          | 製作公司 製作人員                               | 原作·原案 |
| 4月8日（水） 春季特別篇  | 逐漸變成武士的男人 | 香取慎吾（SMAP） 辻香緒里 | 北見敏之 田山涼成 石井愃一 久保晶 | 北見敏之 田山涼成 石井愃一 久保晶 | 共同電視 高山直也（劇本） 土方政人（導演）      |           |
| 4月8日（水） 春季特別篇  | 創傷               | 稻森泉 長江英和           | 陰山泰 二階堂智 伊藤幸純          | 陰山泰 二階堂智 伊藤幸純          | 共同電視 中村樹基（劇本） 星護（劇本·導演）     |           |
| 4月8日（水） 春季特別篇  | 噴嚏               | 西村雅彦 淺野和之         | 齊藤曉 遠山俊也 田中要次 須永慶   | 齊藤曉 遠山俊也 田中要次 須永慶   | 共同電視 戶田山雅司（劇本） 鈴木雅之（導演）    |           |
| 4月8日（水） 春季特別篇  | 五分鐘後的女人     | 安田成美 阿部百合子       | 升毅 大杉漣 卜字高雄 崎本大海     | 升毅 大杉漣 卜字高雄 崎本大海     | 共同電視 大野敏哉（劇本） 落合正幸（劇本·導演） |           |
| 4月8日（水） 春季特別篇  | 然後，重來         | 内村光良 渡邊由紀         | 酒井敏也 伊澤弘 田村元治          | 酒井敏也 伊澤弘 田村元治          | 共同電視 田中一彦（劇本） 杉本達（劇本·導演）   |           |
| 9月25日（金） 秋季特別篇 | 中學教師           | 稻垣吾郎（SMAP） 村松克己 | 只野溫子 大杉漣 淺見麗奈          | 只野溫子 大杉漣 淺見麗奈          | 共同電視 鈴木勝秀（劇本） 落合正幸（劇本·導演） |           |
| 9月25日（金） 秋季特別篇 | 黃色好可怕         | 鶴田真由 宮田早苗         | 大越史步 前田豐 渡邊憲吉          | 大越史步 前田豐 渡邊憲吉          | 共同電視 高山直也（劇本） 土方政人（導演）      |           |
| 9月25日（金） 秋季特別篇 | 冷笑話禁止令       | 小野武彦 山崎一           | 並樹史朗 大塚良重 瑪吉司郎        | 久保晶 須永慶                     | 共同電視 大野敏哉（劇本） 福本義人（導演）      |           |
| 9月25日（金） 秋季特別篇 | 徒刑三十天         | 三上博史 夏生優奈         | 小日向文世 淺野和之 松重豐 手塚徹 | 小日向文世 淺野和之 松重豐 手塚徹 | 共同電視 鈴木勝秀（劇本） 小椋久雄（導演）      |           |
| 9月25日（金） 秋季特別篇 | 家，甜蜜的家       | 江口洋介 鄉田穗積         | 益田圭太 原田貴和子 佐藤秀行      | 益田圭太 原田貴和子 佐藤秀行      | 共同電視 長塚圭史（劇本） 西谷弘（導演）        |           |

## 1999年
| 播放日期                 | 標題           | 主演 副主演                   | 其他演員                          | 其他演員                          | 製作公司 製作人員                          | 原作、原案            |
| 3月31日（水） 春季特別篇 | 狗仔隊         | 木村拓哉（SMAP） 川合千春     | 小澤和義 緒澤凛 鄉里大輔 陰山泰   | 小澤和義 緒澤凛 鄉里大輔 陰山泰   | 共同電視 田邊滿（劇本） 星護（導演）       | 中村樹基 「狗仔隊」   |
| 3月31日（水） 春季特別篇 | 點善成金       | 萩原聖人 伊藤裕子             | 甲本雅裕 田村貴彦 高橋亞實        | 甲本雅裕 田村貴彦 高橋亞實        | 共同電視 大野敏哉（劇本） 高丸雅隆（導演） |                       |
| 3月31日（水） 春季特別篇 | 小望，向西走   | 中嶋朋子 鈴木一真             | 東惠美子 南方英二                 | 東惠美子 南方英二                 | ROBOT 小山薰堂（劇本） 李鬥士男（導演）    |                       |
| 3月31日（水） 春季特別篇 | 輔助者         | 永作博美 林泰文               | 佐戶井憲太 貴山侑哉 NARUKO        | 佐戶井憲太 貴山侑哉 NARUKO        | 共同電視 鈴木勝秀（劇本） 小椋久雄（導演） |                       |
| 3月31日（水） 春季特別篇 | 沒有時間的街道 | 渡邊謙 山口香緒里             | 石丸謙二郎                        | 石丸謙二郎                        | 共同電視 高山直也（劇本） 西谷弘（導演）   | 渡邊浩二 「保存状態」 |
| 9月27日（月） 秋季特別篇 | 馬賽克         | 江角真紀子 八嶋智人           | 長谷川朝晴 下川辰平 宮藤官九郎    | 市川勇 佐戶井憲太                 | 共同電視 鈴木勝秀（劇本） 土方政人（導演） |                       |
| 9月27日（月） 秋季特別篇 | 程序警察       | 玉置浩二（安全地帶） 近藤芳正 | 高杉亘 淺野和之 秋山菜津子        | 山口萌 横山明夫 石田太郎          | 共同電視 秦建日子（劇本） 村上正典（導演） | 東野圭吾 「程序警察」 |
| 9月27日（月） 秋季特別篇 | 選擇錯誤的男人 | 田中直樹 奥貫薰               | 伊藤高史 勝部演之 中島陽子        | 久保晶 澁谷亞希                   | 共同電視 越智真人（劇本） 小椋久雄（導演） |                       |
| 9月27日（月） 秋季特別篇 | 我是，女演員   | 菅野美穗 中村俊介             | 大杉漣 深浦加奈子 田中要次        | 大杉漣 深浦加奈子 田中要次        | 共同電視 落合正幸（劇本·導演）             |                       |
| 9月27日（月） 秋季特別篇 | 和服女孩       | 保坂尚輝 淺香唯               | 圓城寺綾 菊池均也 菅野莉央 須永慶 | 圓城寺綾 菊池均也 菅野莉央 須永慶 | 共同電視 高山直也（劇本） 河野圭太（導演） |                       |

## 2000年
| 播放日期                      | 標題         | 主演 副主演               | 其他演員                          | 其他演員                          | 製作公司 製作人員                                                                        | 原作、原案              |
| 3月27日（月） 春季特別篇      | 有槍的男人   | 草彅剛（SMAP） 小日向文世 | 今井陽子 遠山俊也 卜字高雄        | 来栖温子 新井量大                 | 共同電視 越智真人（劇本） 村上正典（導演）                                               |                         |
| 3月27日（月） 春季特別篇      | 記憶歸零     | 中山秀征 戶田菜穗         | 川津春 篠井英介 青木伸輔          | 川津春 篠井英介 青木伸輔          | 共同電視 相澤友子（劇本） 西谷弘（導演）                                                 | 渡邊浩二 「分手的方法」 |
| 3月27日（月） 春季特別篇      | 奇數         | 柳葉敏郎 渡邊由紀         | 大河内浩 竹澤一馬 山崎一 羽野晶紀 | 大河内浩 竹澤一馬 山崎一 羽野晶紀 | 東映 杉本達（劇本·導演）                                                                 | 齋藤肇 「奇数」         |
| 3月27日（月） 春季特別篇      | 冰冷的女人   | 水野美紀 辻仁成           | 高田宏太郎 高月忠 山本惠美子      | 高田宏太郎 高月忠 山本惠美子      | 東映 豐川悅司（劇本·導演）                                                               |                         |
| 3月27日（月） 春季特別篇      | 臨終的瞬間   | 伊東四朗 島香織           | 飯田基祐 水澤螢 淺野和之 須永慶   | 飯田基祐 水澤螢 淺野和之 須永慶   | 共同電視 野尻靖之（劇本） 落合正幸（劇本·導演）                                          |                         |
| 10月4日（水） 秋季特別篇      | 果斷的男人   | 裕介·聖瑪利亞 黑坂真美    | 北見敏之 伊藤俊人 卜字高雄        | 久保晶 青木和代 金田明夫          | 共同電視 越智真人（劇本） 土方政人（導演）                                               |                         |
| 10月4日（水） 秋季特別篇      | 發電課長     | 角野卓造 岸博之           | 山崎海童 正名僕藏 圓城寺綾        | 江良潤 六角精兒 前田豐            | 共同電視 大野敏哉（劇本） 小椋久雄（導演）                                               | 八百板洋朗 （原案）     |
| 10月4日（水） 秋季特別篇      | 嗨，鈴木!    | 陣内孝則 戶田惠子         | 近藤芳正 梅野泰靖 温水洋一        | 宮地雅子 小林進 螢原徹            | 共同電視 福島三郎（劇本） 平野眞（導演）                                                 |                         |
| 10月4日（水） 秋季特別篇      | 拍賣獵人     | 松下由樹 吉行和子         | 伊佐山博子 近江谷太朗 政井瑪雅    | 伊佐山博子 近江谷太朗 政井瑪雅    | Amuse 田中一彦（劇本） 平岡秀章（劇本） 李鬥士男（導演）                                 |                         |
| 10月4日（水） 秋季特別篇      | 領悟的怪物   | 澤村一樹 林隆三           | 矢田亞希子 中村麻美 中村育二      | 矢田亞希子 中村麻美 中村育二      | 共同電視 落合正幸（劇本·演）                                                             | 小松左京 「領悟的怪物」 |
| 11月3日（金·祝） 映画の特別篇 | 雪山凶靈     | 矢田亞希子 鈴木一真       | 大杉漣 中村麻美 宝田明            | 大杉漣 中村麻美 宝田明            | 富士電視台 東映 PONY CANYON IMAGICA 共同電視 日活 鈴木勝秀（劇本） 落合正幸（劇本·導演） |                         |
| 11月3日（金·祝） 映画の特別篇 | 手機將軍     | 中井貴一 奥菜惠           | 戶田惠子 八嶋智人 勝地涼          | 戶田惠子 八嶋智人 勝地涼          | 富士電視台 東映 PONY CANYON IMAGICA 共同電視 日活 君塚良一（劇本） 鈴木雅之（導演）      | 清水義範 「識者意見」   |
| 11月3日（金·祝） 映画の特別篇 | 棋幻之戰     | 武田真治 石橋蓮司         | 甲本雅裕 岡元夕紀子 吉田朝        | 甲本雅裕 岡元夕紀子 吉田朝        | 富士電視台 東映 PONY CANYON IMAGICA 共同電視 日活 中村樹基（劇本） 星護（劇本·導演）     |                         |
| 11月3日（金·祝） 映画の特別篇 | 婚姻模擬裝置 | 稻森泉 柏原崇             | 茅島成美 高樹沙耶 淺野和之        | 北村有起哉 小西真奈美 鄉田穗積    | 富士電視台 東映 PONY CANYON IMAGICA 共同電視 日活 相澤友子（劇本） 小椋久雄（導演）      |                         |

## 2001年
| 播放日期                                 | 標題             | 主演 副主演                 | 其他演員                              | 其他演員                              | 製作公司 製作人員                             | 原作、原案              |
| 1月1日（月·祝） 世界奇妙物語 SMAP特別篇  | 臨時演員         | 香取慎吾（SMAP） 矢田亞希子 | 河原佐武 岡田義德 田中要次            | 陰山泰 田村田龜                       | 共同電視 中村樹基（劇本） 星護（導演）        |                         |
| 1月1日（月·祝） 世界奇妙物語 SMAP特別篇  | 第十三位客人     | 草彅剛（SMAP） 大杉漣       | 並樹史朗 大河内浩 二瓶鮫一            | 並樹史朗 大河内浩 二瓶鮫一            | 共同電視 深谷仁一（劇本） 落合正幸（劇本·演） |                         |
| 1月1日（月·祝） 世界奇妙物語 SMAP特別篇  | BLACK ROOM       | 木村拓哉（SMAP） 樹木希林   | 志賀廣太郎 我修院達也 松井蘭丸        | 志賀廣太郎 我修院達也 松井蘭丸        | 東北新社 石井克人（劇本·演）                  |                         |
| 1月1日（月·祝） 世界奇妙物語 SMAP特別篇  | 我要去旅行       | 稻垣吾郎（SMAP） 櫻井幸子   | 寺田農 田島令子 銀粉蝶                | 泉澤祐希 鹽屋俊                       | 共同電視 佐藤嗣麻子（劇本·演）                | 今市子 「我要去旅行」   |
| 1月1日（月·祝） 世界奇妙物語 SMAP特別篇  | 成人考試         | 中居正廣（SMAP） 廣末涼子   | 近藤芳正 山田明鄉 六角精兒            | 野中功 廣岡由里子 平岩紙              | 共同電視 大野敏哉（劇本） 河毛俊作（導演）    | 星野光浩 「成人證」     |
| 4月5日（木） 春季特別篇                  | 交友登錄         | 深田恭子 山口理惠           | 加賀野泉 淺見麗奈 林知花 田中要次     | 加賀野泉 淺見麗奈 林知花 田中要次     | 共同電視 大野敏哉（劇本） 木下高男（導演）    |                         |
| 4月5日（木） 春季特別篇                  | 股票男           | 市川染五郎 梅宮万紗子       | 伊藤正之 深浦加奈子 國村隼 久保晶     | 伊藤正之 深浦加奈子 國村隼 久保晶     | 共同電視 高山直也（劇本） 河野圭太（導演）    |                         |
| 4月5日（木） 春季特別篇                  | 太平洋在燃燒嗎？ | 川岡大次郎 草野康太         | 大高洋夫 石田太郎 陰山泰              | 市川勇 清水紘治                       | 共同電視 中村樹基（劇本） 星護（導演）        |                         |
| 4月5日（木） 春季特別篇                  | 心臟的回憶       | 羽田美智子 澤村一樹         | 大森曉美 天久美智子 小木茂光          | 大森曉美 天久美智子 小木茂光          | 共同電視 落合正幸（劇本·導演）                |                         |
| 4月5日（木） 春季特別篇                  | 討厭的小孩       | 小日向文世 森口瑤子         | 大川浩樹 永田祐子 栗田真由子          | 大川浩樹 永田祐子 栗田真由子          | 共同電視 鈴木勝秀（劇本） 佐藤祐市（導演）    | 京極夏彦 「討厭的小孩」 |
| 10月4日（木） （再:12月30日） 秋季特別篇 | 連續劇症候群     | 優香 石黑賢                 | 山西道廣 川村亞紀 卜字高雄            | 星野亞希 高橋一生                     | 共同電視 旺季志津香（劇本） 土方政人（導演）  |                         |
| 10月4日（木） （再:12月30日） 秋季特別篇 | 復仇秀           | 中谷美紀 高杉亘             | 佐渡稔 菊池均也 升毅 中田讓治         | 佐渡稔 菊池均也 升毅 中田讓治         | 共同電視 中村樹基（劇本） 星護（導演）        |                         |
| 10月4日（木） （再:12月30日） 秋季特別篇 | 奶奶             | 柊瑠美 草村禮子             | 片平渚 深浦加奈子 樋渡真司 山崎一     | 片平渚 深浦加奈子 樋渡真司 山崎一     | 共同電視 落合正幸（劇本·導演）                |                         |
| 10月4日（木） （再:12月30日） 秋季特別篇 | 奇蹟之女         | 觀月亞里莎 奥貫薰           | 大平奈津美 矢澤幸治 島津健太郎 鹽屋俊 | 大平奈津美 矢澤幸治 島津健太郎 鹽屋俊 | 共同電視 中村樹基（劇本） 西谷弘（導演）      |                         |
| 10月4日（木） （再:12月30日） 秋季特別篇 | 媽媽新發售！     | 友坂理惠 麻生祐未           | YOU 山口智充 宮藤官九郎 千野志麻      | Rolly 内海賢二 瀧口順平               | 東北新社 中島哲也（劇本·導演）                | 中島哲也                |

## 2002年
| 播放日期                 | 標題                                   | 主演 副主演         | 其他演員                              | 其他演員                              | 製作公司 製作人員                            | 原作、原案                                          |
| 3月27日（水） 春季特別篇 | 無視遊戲                               | 内山理名 尾野真千子 | 永山毅 宮川由起子 小田部麻美          | 永山毅 宮川由起子 小田部麻美          | 共同電視 鈴木勝秀（劇本） 李鬥士男（導演）   | 草上仁 「有人在這裡」                               |
| 3月27日（水） 春季特別篇 | 搞笑小鎮                               | 柳葉敏郎 佐藤正宏   | 德井優 菊池均也 田鍋謙一郎 森康子     | 德井優 菊池均也 田鍋謙一郎 森康子     | 共同電視 勝榮（劇本） 松田秀知（導演）       |                                                     |
| 3月27日（水） 春季特別篇 | 蜥蜴的尾巴                             | 柏原崇 岡元夕紀子   | 大高洋夫 牧口元美 清水紘治            | 大高洋夫 牧口元美 清水紘治            | 共同電視 中村樹基（劇本） 星護（劇本·導演）  |                                                     |
| 3月27日（水） 春季特別篇 | 夜車上的男人                           | 大杉漣              | 小林隆 小原雅人 池津祥子 正名僕藏     | 小林隆 小原雅人 池津祥子 正名僕藏     | 共同電視 橋部敦子（劇本） 鈴木雅之（導演）   | 泉昌之 「夜行」                                     |
| 3月27日（水） 春季特別篇 | 人孔                                   | 香川照之 江守徹     | 水島香織 荒川良良 本田博太郎 森下哲夫 | 水島香織 荒川良良 本田博太郎 森下哲夫 | 東北新社 山内健司（導演）                    |                                                     |
| 10月3日（木） 秋季特別篇 | 錄用考試                               | 深田恭子            | 板谷由夏 齋藤步 志賀廣太郎            | 森康子 大野真緒                       | 共同電視 武井彩（劇本） 小林義則（導演）     |                                                     |
| 10月3日（木） 秋季特別篇 | 太過無知的男人                         | 佐藤浩市 叶美香     | 廣田玲央名 片桐海理 皆川猿時          | 遠山俊也 山谷初男                     | 共同電視 旺季志津香（劇本） 河毛俊作（導演） |                                                     |
| 10月3日（木） 秋季特別篇 | 連載小說                               | 木村佳乃 陰山泰     | 阿南健治 吉田朝 中根徹                | 阿南健治 吉田朝 中根徹                | 共同電視 武井彩（劇本） 星護（導演）         |                                                     |
| 10月3日（木） 秋季特別篇 | 請讓我聽你的聲音                       | 加藤晴彦 林原惠     | 市川實和子 松山幸次 俵木藤汰          | 市川實和子 松山幸次 俵木藤汰          | 共同電視 高山直也（劇本） 植田泰史（導演）   | 真崎伽耶 「讓我聽你的聲音」                         |
| 10月3日（木） 秋季特別篇 | 昨天的你是另一個你；明天的我是另一個我 | 藤原紀香 鶴見辰吾   | 辻香緒里 金子浩子 田中碧海            | 辻香緒里 金子浩子 田中碧海            | 共同電視 相澤友子（劇本） 中江功（導演）     | 山下和美 「昨天的你是另一個你，明天的我是另一個我」 |

## 2003年
| 播放日期                 | 標題                   | 主演 副主演             | 其他演員                          | 其他演員                          | 製作公司 製作人員                               | 原作、原案                      |
| 3月24日（月） 春季特別篇 | 臉被偷了               | 稻垣吾郎（SMAP） 國村隼 | 國分佐智子 菅原卓磨 天現寺龍      | 國分佐智子 菅原卓磨 天現寺龍      | 共同電視 鈴木勝秀（劇本） 落合正幸（劇本·導演） |                                 |
| 3月24日（月） 春季特別篇 | 出租的愛               | 飯島直子 仲村亨         | 笘篠和馬 小谷公一郎 松村明        | 笘篠和馬 小谷公一郎 松村明        | 共同電視 大野敏哉（劇本） 木下高男（導演）      |                                 |
| 3月24日（月） 春季特別篇 | 想要追上               | 京野琴美 池内博之       | 新山千春 村上大樹 小村井利枝      | 新山千春 村上大樹 小村井利枝      | 共同電視 山浦雅大（劇本） 植田泰史（導演）      |                                 |
| 3月24日（月） 春季特別篇 | 應對超額稅金之殺人事件 | 西村雅彦 大塚寧寧       | 勝村政信 伊原剛志 村上連          | 北川弘美 青山知可子               | 共同電視 橋本裕志（劇本） 村上正典（導演）      | 東野圭吾 「超稅金對策殺人事件」 |
| 3月24日（月） 春季特別篇 | 影之國                 | 櫻井幸子 大杉漣         | 城戶裕次 長谷川達也               | 城戶裕次 長谷川達也               | 共同電視 落合正幸（劇本·導演）                  | 小林泰三 「影國」               |
| 9月18日（木） 秋季特別篇 | 鑰匙                   | 江口洋介 鄉田穗積       | 淺見麗奈 森下涼子 山中聰          | 淺見麗奈 森下涼子 山中聰          | 共同電視 高山直也（劇本） H.OGURA（導演）       | 筒井康隆 「鎖匙」               |
| 9月18日（木） 秋季特別篇 | 完美伴侶               | 矢田亞希子 江波杏子     | 春田純一 上田忠好 福島勝美        | 春田純一 上田忠好 福島勝美        | 共同電視 武井彩（劇本） 武内英樹（導演）        | 山田正紀 「家庭短劇」           |
| 9月18日（木） 秋季特別篇 | 被疏遠的男人           | 中村獅童 井川遙         | 筒井康隆 半海一晃 永田惠 向坂樹興 | 筒井康隆 半海一晃 永田惠 向坂樹興 | 共同電視 田村孝裕（劇本） H.OGURA（導演）       |                                 |
| 9月18日（木） 秋季特別篇 | 迷宮                   | 谷原章介 高橋昌也       | 板谷由夏 吉田朝 東根作壽英        | 板谷由夏 吉田朝 東根作壽英        | 共同電視 中村樹基（劇本） 星護（導演）          |                                 |
| 9月18日（木） 秋季特別篇 | 當形影重合時           | 八嶋智人 櫻井幸子       | 大杉漣 大森南朋 山内菜菜          | 天現寺龍 小林俊夫 遠藤都          | 共同電視 落合正幸（劇本·導演）                  | 小松左京 「影子重合的時候」     |

## 2004年
| 播放日期                 | 標題             | 主演 副主演             | 其他演員                                     | 其他演員                              | 製作公司 製作人員                                           | 原作、原案              |
| 3月29日（一） 春季特別篇 | 我是殺手喲       | 觀月亞里沙 大倉孝二     | 皆川猿時 佐渡稔 山崎潤                       | 皆川猿時 佐渡稔 山崎潤                | 共同電視 小野澤美曉（劇本） 小林義則（導演）                | 星新一 「我是殺手」     |
| 3月29日（一） 春季特別篇 | 自我指南         | 井之原快彥（V6） 陰山泰 |                                              |                                       | 共同電視 岡本貴也（劇本） 木下高男（導演）                  | 渡邊浩二 「自我輔導」   |
| 3月29日（一） 春季特別篇 | Be Silent        | 渡部篤郎 七瀨夏美       | 山田明鄉                                     | 山田明鄉                              | 共同電視 李正姬（劇本） 土方政人（導演）                    |                         |
| 3月29日（一） 春季特別篇 | 引誘之水         | 原田泰造                | 柏原収史 上野夏妃 遠山俊也 菊池均也          | 柏原収史 上野夏妃 遠山俊也 菊池均也   | 共同電視 白雪徹（劇本） 都築淳一（導演）                    |                         |
| 3月29日（一） 春季特別篇 | 最後的瞬間       | 永作博美                | 鹽見三省 朝倉伸二 小林隆 大方斐紗子 須賀健太 | 志賀廣太郎 宮田早苗 櫻庭博道 石井洋輔 | 共同電視 高山直也（劇本） 山浦雅大（劇本） 鈴木雅之（導演） |                         |
| 9月20日（一） 秋季特別篇 | 送給你不幸       | 篠原涼子 原田龍二       | 國村隼 岩崎宏美 長谷川朝晴 松澤一之          | 國村隼 岩崎宏美 長谷川朝晴 松澤一之   | 共同電視 旺季志津香（劇本） 都築淳一（導演）                | 近藤史惠 「請享用不幸」 |
| 9月20日（一） 秋季特別篇 | 空白的人         | 瀨戶朝香 山口香緒里     | 山下徹大                                     | 山下徹大                              | 共同電視 岡本貴也（劇本） 植田泰史（導演）                  | 高山直也                |
| 9月20日（一） 秋季特別篇 | 地獄人滿了       | 津川雅彦 美山加恋       | 淺野和之 松重豐 平沼紀久 向坂樹興            | 淺野和之 松重豐 平沼紀久 向坂樹興     | 共同電視 山浦雄大（劇本） 福本義人（導演）                  |                         |
| 9月20日（一） 秋季特別篇 | 從過去開始的日記 | 西島秀俊 蒼井優         | 菊池均也                                     | 菊池均也                              | 共同電視 大野敏哉（劇本） 土方政人（導演）                  | 高橋徹郎 （原案）       |
| 9月20日（一） 秋季特別篇 | 開門             | 優香 石垣佑磨           | 井澤健 一戶奈未                              | 井澤健 一戶奈未                       | 共同電視 君塚良一（劇本·導演）                              | 松山弘 「給我開門」     |

## 2005年
| 播放日期                 | 標題           | 主演 副主演            | 其他演員                                     | 其他演員                                     | 製作公司 製作人員                                             | 原作、原案                |
| 4月12日（二） 春季特別篇 | 倦怠期特效藥   | 裕介·聖瑪利亞 井上和香 | 田村田龜 横山明夫 村上幸平 寶積有香 竹山瑪麗 | 田村田龜 横山明夫 村上幸平 寶積有香 竹山瑪麗 | 共同電視 山浦雄大（劇本） 佐藤久美子（劇本） 植田泰史（導演） |                           |
| 4月12日（二） 春季特別篇 | 夢幻少年       | 黑木瞳 永島敏行        | 筒井真理子 武井證 吉川史樹                   | 筒井真理子 武井證 吉川史樹                   | 共同電視 牟田桂子（劇本） 木下高男（導演）                    |                           |
| 4月12日（二） 春季特別篇 | 你的故事       | 小西真奈美             | 山中聰 藤澤惠麻 猫田直                       | 山中聰 藤澤惠麻 猫田直                       | 共同電視 小川美月（劇本） 都築淳一（導演）                    |                           |
| 4月12日（二） 春季特別篇 | 美女罐頭       | 妻夫木聰 臼田麻美      | 唯野未步子 小澤喬 池田香織                   | 唯野未步子 小澤喬 池田香織                   | 共同電視 筧昌也（劇本·導演）                                  | 筧昌也 （原案）           |
| 4月12日（二） 春季特別篇 | 網路告密       | 鈴木杏 正名僕藏        | 黑川芽以 末永遙 悠城早矢 川口覺              | 黑川芽以 末永遙 悠城早矢 川口覺              | 共同電視 佐藤久美子（劇本） 都築淳一（導演）                  |                           |
| 10月4日（二） 秋季特別篇 | 八分鐘         | 坂口憲二 山崎一        | 山田優 櫻井聖 宮城奈美                       | 山田優 櫻井聖 宮城奈美                       | 共同電視 佐藤久美子（劇本） 都築淳一（導演）                  |                           |
| 10月4日（二） 秋季特別篇 | 寄來過去的午後 | 松田聖子 秋本奈緒美    | 布施博 石橋祐 佐佐木征史 江頭由衣            | 布施博 石橋祐 佐佐木征史 江頭由衣            | 共同電視 旺季志津香（劇本） 佐藤祐市（導演）                  | 唯川惠 「寄來過去的下午」 |
| 10月4日（二） 秋季特別篇 | 影武者         | 原田泰造 木村多江      | 山田明鄉 谷口高史 及川綾                     | 林英世 川並時音                              | 共同電視 飯田讓治（劇本） 土方政人（導演）                    | 手塚治虫 「最上殿始末」   |
| 10月4日（二） 秋季特別篇 | 網路上的男人   | 椎名桔平 森口瑤子      | 望月光紗 内藤朋也 松山尚子                   | 望月光紗 内藤朋也 松山尚子                   | 共同電視 小川美月（劇本） 植田泰史（導演）                    | 今邑彩 「報應」           |
| 10月4日（二） 秋季特別篇 | 越境           | 木村佳乃 佐佐木藏之介  | 鹽見三省 吉田朝 奥田達士                     | 鹽見三省 吉田朝 奥田達士                     | 共同電視 中村樹基（劇本） 半澤律子（劇本） 星護（導演）       |                           |

## 2006年
| 播放日期                   | 標題       | 主演 副主演                     | 其他演員                            | 其他演員                            | 製作公司 製作人員                              | 原作、原案            |
| 3月28日（二） 15周年特別篇 | 重播       | 伊藤淳史 池脇千鶴               | 田中哲司 戶田昌宏 天現寺龍          | 田中哲司 戶田昌宏 天現寺龍          | 共同電視 佐藤久美子（劇本） 岩田和行（導演）   |                       |
| 3月28日（二） 15周年特別篇 | 命火       | 長谷川京子 中村俊介             | 草村禮子 木村綠子 高橋朱里          | 草村禮子 木村綠子 高橋朱里          | 共同電視 高橋徹郎（劇本） 村上正典（導演）     |                       |
| 3月28日（二） 15周年特別篇 | 雨夜訪客   | 友坂理惠 岡田義德               | 柳澤奈奈 佐戶井憲太 根本博成        | 柳澤奈奈 佐戶井憲太 根本博成        | 共同電視 大野敏哉（劇本） 木下高男（導演）     |                       |
| 3月28日（二） 15周年特別篇 | 老婆專門店 | 佐野史郎 戶田菜穗               | 白井晃 伊藤正之 坂田聰              | 白井晃 伊藤正之 坂田聰              | 共同電視 羽場さゆり（劇本） 松田秀知（導演）   |                       |
| 3月28日（二） 15周年特別篇 | 今清大叔   | 松本潤（嵐） 酒井敏也           | 高橋真唯 北村榮基 山崎海童          | 高橋真唯 北村榮基 山崎海童          | 共同電視 中島直俊（劇本） 植田泰史（導演）     |                       |
| 10月2日（一） 秋季特別篇   | 鏡子小姐   | 廣末涼子 江波杏子               | 木場勝己 中村綾 栗田洋子 山下容莉枝 | 木場勝己 中村綾 栗田洋子 山下容莉枝 | 共同電視 中村樹基（劇本） 木下高男（導演）     |                       |
| 10月2日（一） 秋季特別篇   | 部長OL     | 釋由美子 伊武雅刀               | 櫻井聖 中根徹 加藤厚成              | 櫻井聖 中根徹 加藤厚成              | 共同電視 小川美月（劇本） 佐藤源太（導演）     | 小椋久雄 （原案）     |
| 10月2日（一） 秋季特別篇   | 昨日公園   | 堂本光一（KinKi Kids） 山崎樹範 | 原田夏希 荒井眞理子 堀越光貴        | 原田夏希 荒井眞理子 堀越光貴        | 共同電視 佐藤久美子（劇本） 三木康一郎（導演） | 朱川湊人 「昨日公園」 |
| 10月2日（一） 秋季特別篇   | 貓的報恩   | 内山理名 齊藤慶太               | 正名僕藏 田口主將 鈴木修平          | 正名僕藏 田口主將 鈴木修平          | 共同電視 高山直也（劇本） 植田泰史（導演）     | 山浦雅大 （原案）     |
| 10月2日（一） 秋季特別篇   | 家庭會議   | 田中美佐子 渡邊一惠             | 飯田基祐 室田惠里                   | 飯田基祐 室田惠里                   | 共同電視 保田良太（劇本） 星田良子（導演）     |                       |

## 2007年
| 播放日期                 | 標題             | 主演 副主演         | 其他演員                                     | 其他演員                                   | 製作公司 製作人員                                         | 原作、原案                                     |
| 3月26日（一） 春季特別篇 | 才能棒棒糖       | 櫻井翔（嵐） 平山綾 |                                              |                                            | 共同電視 大野敏哉（劇本） 植田泰史（導演）                |                                                |
| 3月26日（一） 春季特別篇 | 虛擬記憶         | 加藤愛 小木茂光     | 菊地均也 吉田朝 松永京子                     | 菊地均也 吉田朝 松永京子                   | 共同電視 高山直也（劇本） 星護（導演）                    |                                                |
| 3月26日（一） 春季特別篇 | 氛差值教育       | 永作博美 温水洋一   | 前田公輝                                     | 前田公輝                                   | 共同電視 小川美月（劇本） 森迅史（劇本） 佐藤源太（導演） |                                                |
| 3月26日（一） 春季特別篇 | 凌晨兩點的門鈴聲 | 椎名桔平 山口紗彌加 | 羽場裕一 坂田聰                              | 羽場裕一 坂田聰                            | 共同電視 長江俊和（劇本·導演）                            |                                                |
| 3月26日（一） 春季特別篇 | 回想列車         | 小日向文世 宮崎美子 | 金田明夫 山下容莉枝 前田真希                 | 金田明夫 山下容莉枝 前田真希               | 共同電視 田村孝裕（劇本） 土方政人（導演）                | 赤川次郎 「回想電車」                          |
| 10月2日（二） 秋季特別篇 | 未來同學會       | 石原聰美            | 大高洋夫 田窪一世 伊藤正之 大島蓉子 中村久美 | 柳下大 竹内友哉 加藤翔平 向井伊希子 平田薰 | 共同電視 巴西利·安·山田（劇本） 松木創（導演）            |                                                |
| 10月2日（二） 秋季特別篇 | 倒數計時         | 阿部貞夫 MEGUMI     | 皆川猿時 東根作壽英 卜字高雄 江口德子        | 淺利陽介 吉高由里子 沼崎悠                 | 共同電視 森迅史（劇本） 城宝秀則（導演）                  | 樋口明雄 「倒計時」                            |
| 10月2日（二） 秋季特別篇 | 自動販賣機男     | 城島茂（TOKIO）     | 上原美佐 松浦佐和子 近江谷太朗               | 飯田孝男 富川一人 瀧裕次郎                 | 共同電視 加藤公平（劇本） 植田泰史（導演）                | 肥谷圭介 加藤公平 「我與，自販機，有時，大叔」 |
| 10月2日（二） 秋季特別篇 | 垃圾女           | 松下由樹 佐佐木澄江 | 甲本雅裕 菊池均也 須永慶                     | 甲本雅裕 菊池均也 須永慶                   | 共同電視 佐藤万里（劇本） 岩田和行（導演）                | 柴田良樹 「藏起來的東西」                      |
| 10月2日（二） 秋季特別篇 | 48%的愛情        | 白石美帆 岡田義德   | 西村雅彦 山下徹大 山崎勝之 松本若菜          | 西村雅彦 山下徹大 山崎勝之 松本若菜        | 共同電視 相澤友子（劇本） 村谷嘉則（導演）                |                                                |

## 2008年
| 播放日期                 | 標題             | 主演 副主演            | 其他演員                                       | 其他演員                                   | 製作公司 製作人員                                                 | 原作、原案                          |
| 4月2日（三） 春季特別篇  | 比之前更好的人   | 伊藤英明 藤澤惠麻      | 矢部研二 宮田早苗 犬山犬子 梅宮万紗子          | 矢部研二 宮田早苗 犬山犬子 梅宮万紗子      | 共同電視 山岡潤平（劇本） 巴西利·安·山田（劇本） 植田泰史（導演） |                                     |
| 4月2日（三） 春季特別篇  | 這個……你看……     | 戶田惠梨香 向井理      | 佐藤惠 野口響 橘實里 佐藤仁美                  | 佐藤惠 野口響 橘實里 佐藤仁美              | 共同電視 小川智子（劇本） 杉本達（導演）                          |                                     |
| 4月2日（三） 春季特別篇  | 日出商店街瘋狂節 | 船越英一郎 本田博太郎  | 齋藤曉 秋山莉奈 筒井康隆 安居劍一郎            | 春海四方 神尾佑 佐久間祐人 大門賢二        | 共同電視 西田大輔（劇本） 石川淳一（導演）                        | 中島拉莫 「日出商店街瘋狂節」       |
| 4月2日（三） 春季特別篇  | 透明的一日       | 北乃綺 於保佐代子      | 石丸謙二郎 鈴木浩介 吉瀨美智子                 | 北村佳織 森富士夫                          | 共同電視 金杉弘子（劇本） 岩田和行（導演）                        | 赤川次郎 「透明的一日」             |
| 4月2日（三） 春季特別篇  | 幻覺重現         | 堺雅人 羽田美智子      | 伊藤愛子 近藤善揮 桂亞沙美                     | 芳賀優里亞 山口翔悟 伊澤柾樹               | 共同電視 半澤律子（劇本） 都築淳一（導演）                        | 渡邊浩二                            |
| 9月23日（二） 秋季特別篇 | 身體出租         | 内田有紀 吉行和子      | 水橋研二 今井朋彦 菅原永二                     | 水橋研二 今井朋彦 菅原永二                 | 共同電視 金杉弘子（劇本） 植田泰史（導演）                        | 戶田誠二 「身體出租」               |
| 9月23日（二） 秋季特別篇 | 逗捧人生         | 横山裕（關8） 山崎樹範 | 佐藤二朗 坂田利夫 西川紀夫 井上博之 国木田河童 | 島田珠代 林英世 伊藤閻魔 水上保廣 諏訪雅   | 共同電視 濱田秀哉（劇本） 佐藤源太（導演）                        | 梅澤瞬 「逗捧人生」                 |
| 9月23日（二） 秋季特別篇 | 死後婚           | 深田恭子               | 高橋瞳 須賀貴匡 神保共子 朝加真由美 比企理恵   | 国枝量平 与古田康夫 平良千春 江良潤 土田卓 | 共同電視 中村樹基（劇本） 高丸雅隆（導演）                        |                                     |
| 9月23日（二） 秋季特別篇 | 引領長龍的刑警   | 平岡祐太 遠藤憲一      | 眞島秀和 橋本潤 內田慈 安井順平                | 吉村實子 田中要次 高山都                   | 共同電視 小泉德宏（劇本·導演）                                    | 小泉德宏導演電影 「引領長龍的刑警」 |
| 9月23日（二） 秋季特別篇 | 推理計程車       | 谷原章介 佐野史郎      | 霧島麗香 長棟嘉道 藤本蜜                       | 新座學 柴田正和                            | 共同電視 古家和尚（劇本） 土方政人（導演）                        | 今邑彩 「到家為止」                 |

## 2009年
| 播放日期                 | 標題         | 主演 副主演         | 其他演員                                              | 其他演員                                              | 製作公司 製作人員                                | 原作、原案                               |
| 3月30日（一） 春季特別篇 | 炸彈人的開關 | 市原隼人 本鄉奏多   | 阿部亮平 藤井美菜 高瀬友規奈                          | 佐佐木瑤 青柳文太郎                                   | 共同電視 武井彩（劇本） 植田泰史（導演）         | 石黑正數 「開關」                        |
| 3月30日（一） 春季特別篇 | 輪迴村       | 伊東美咲 日向奈奈美 | 中根徹 飯田基祐 森下千里 山谷初男                     | 林和義 今井和子 渡邊穰 芝崎昇                         | 共同電視 中村樹基（劇本） 都築淳一（導演）       |                                          |
| 3月30日（一） 春季特別篇 | 生死問答     | 石原良純 遊井亮子   | 前田想太 岡田薰 清水理絵 杏百合子                     | 峯村理惠 博來羅 松原陽子 金剛地武志 石丸謙二郎        | 共同電視 春楠勇虫（劇本） 城寶秀則（導演）       |                                          |
| 3月30日（一） 春季特別篇 | 午夜慘案     | 相武紗季 鈴木亞美   | 山中崇 松山愛里 伴美奈子                              | 島津健太郎 三原伊織奈                                 | 共同電視 佐藤久美子（劇本） 岩田和行（導演）     | 中井紀夫 「夜間殺人者」                  |
| 3月30日（一） 春季特別篇 | 志願者降臨   | 大竹忍 高島禮子     | 伊藤正之 池田道枝 高橋賢人                            | 伊藤正之 池田道枝 高橋賢人                            | 共同電視 佐藤万里（劇本） 河野圭太（導演）       | 原宏一 「志願者降臨」                    |
| 10月5日（一） 秋季特別篇 | 檢索女       | 井上真央 松尾敏伸   | 松山愛里 近野成美 大口兼悟 松尾諭                     | 松山愛里 近野成美 大口兼悟 松尾諭                     | 共同電視 吉田直樹（劇本．導演） 酒井雅秋（劇本） | 吉田直樹 「聯誼會「他的名字是三宅亮→遼」 |
| 10月5日（一） 秋季特別篇 | 自殺者回收法 | 生田斗真 宮田涼     | 光石研 遠藤要                                         | 光石研 遠藤要                                         | 共同電視 黑岩勉（劇本） 岩田和行（導演）         |                                          |
| 10月5日（一） 秋季特別篇 | 理想的壽喜燒 | 伊藤淳史 西村雅彦   | 岩佐真悠子 宮田早苗                                   | 岩佐真悠子 宮田早苗                                   | 共同電視 森迅史（劇本） 鈴木雅之（導演）         | 泉昌之 「最後的晩餐」                    |
| 10月5日（一） 秋季特別篇 | 詛咒的裁判   | 釋由美子            | 小市慢太郎 前田愛 千葉雅子 奧田達士 阿南敦子 佐藤詩音 | 細田善彦 国枝量平 小柳友貴美 飯田孝男 垣内彩未 建美里 | 共同電視 中村樹基（劇本） 石川淳一（導演）       |                                          |
| 10月5日（一） 秋季特別篇 | 夢的檢閱官   | 石坂浩二 紺野真晝   | 小林隆 菊池均也 嘉數一星                              | 永田惠悟 佐野賢一 吉田晉一                            | 共同電視 泉吉紘（劇本） 土方政人（導演）         | 筒井康隆 「夢的檢閱官」                  |

## 2010年
| 播放日期                                                      | 標題               | 主演 副主演                        | 其他演員                                                                       | 其他演員                                                    | 製作公司 製作人員                                       | 原作、原案 合作作品          |
| 4月4日（日） 世界奇妙物語 20週年春季特別篇 〜熱門節目競賽篇〜 | 又見新聞大叔       | 香里奈 唐十郎                      | 勝地涼 飯田基祐 趙珉和                                                         | 大塚範一 高島彩                                             | 富士電視台·共同電視 保田良太（劇本） 都築淳一（導演）   | 大場惑 「新聞大叔」 鬧鐘電視 |
| 4月4日（日） 世界奇妙物語 20週年春季特別篇 〜熱門節目競賽篇〜 | 贖罪神的戒指       | 塚地武雅（DRUNK DRAGON）           | 鈴木拓 西野亮廣 梶原雄太 秋山龍次 堤下敦 山本博 (搞笑藝人) 虻川美穗子 伊藤沙織 | 潮田玲子 板倉俊之 長谷川初範 佐佐木澄江 川島鈴遙            | 富士電視台·共同電視 大久保智美（劇本） 佐藤源太（導演） | 跳門                         |
| 4月4日（日） 世界奇妙物語 20週年春季特別篇 〜熱門節目競賽篇〜 | 另一個我           | 藤本敏史（FUJIWARA） 今田耕司      | 原西孝幸 熊田雅志 丸田典幸 椿鬼奴 吉田沙拉 横山清志                            | 高橋克實 中村仁美 池田一真 村上純 三島豐 鈴木英一郎         | 富士電視台·共同電視 丸茂周（劇本） 木下高男（導演）     | 爆笑紅地毯                   |
| 4月4日（日） 世界奇妙物語 20週年春季特別篇 〜熱門節目競賽篇〜 | 與小丸子見面的城鎮 | 西田敏行 櫻桃小丸子 （聲：TARAKO） | 三上哲 高見綾 大野百花                                                         | 櫻家 （声：屋良有作 一龍齋貞友 水谷優子 青野武 佐佐木優子） | 富士電視台·共同電視 正岡謙一郎（劇本） 小林義則（導演） | 櫻桃小丸子                   |
| 4月4日（日） 世界奇妙物語 20週年春季特別篇 〜熱門節目競賽篇〜 | 台詞之神           | 三谷幸喜 柴咲幸                    | 佐藤浩市                                                                       | 佐藤浩市                                                    | 富士電視台·共同電視 三谷幸喜（劇本） 河野圭太（導演）   | 我家的歷史                   |
| 10月4日（月） 世界奇妙物語20週年秋之特別篇 ～人氣作家競演篇～ | 討厭的門           | 江口洋介 笹野高史                  | 神尾佑                                                                         | 神尾佑                                                      | 正岡謙一郎（劇本） 佐藤祐市（導演）                     | 京極夏彦 「討厭的小說」      |
| 10月4日（月） 世界奇妙物語20週年秋之特別篇 ～人氣作家競演篇～ | 開始的一步         | 大野智（嵐） 田中麗奈              | 伊東四朗 遠藤憲一                                                              | 伊東四朗 遠藤憲一                                           | 金子茂樹（劇本） 村上正典（導演）                       | 萬城目學                     |
| 10月4日（月） 世界奇妙物語20週年秋之特別篇 ～人氣作家競演篇～ | 書籤之戀           | 堀北真希                           | 岸部一德 竹財輝之助 比田勝憲人 澤田育子                                        | 岸部一德 竹財輝之助 比田勝憲人 澤田育子                     | 坂元裕二（劇本） 岩田和行（導演）                       | 朱川湊人 「紀念歌」          |
| 10月4日（月） 世界奇妙物語20週年秋之特別篇 ～人氣作家競演篇～ | 殺意使用說明書     | 玉木宏 塚本高史                    | 杏小百合 野口薰                                                                | 杏小百合 野口薰                                             | 金子茂樹（劇本） 山浦雅大（劇本協） 植田泰史（導演）    | 東野圭吾 「毒笑小説」        |
| 10月4日（月） 世界奇妙物語20週年秋之特別篇 ～人氣作家競演篇～ | 燔祭               | 廣末涼子 香川照之                  | 飛鳥凛 中村倫也                                                                | 飛鳥凛 中村倫也                                             | 橋本裕志（劇本） 若松節朗（導演）                       | 宮部美幸 「燔祭」            |

## 2011年
| 播放日期                                       | 標題              | 主演 副主演                  | 其他演員                            | 其他演員                            | 製作公司 製作人員                   | 原作、原案            |
| 5月14日（土） 世界奇妙物語 21世紀 21週年特別篇 | 整人頻道          | 坂口憲二 野波麻帆            | 弓削智久 蒼杏奈 蒼麗奈              | 弓削智久 蒼杏奈 蒼麗奈              | 正岡謙一郎（劇本） 石川淳一（導演） | 小林泰三 「整人頻道」 |
| 5月14日（土） 世界奇妙物語 21世紀 21週年特別篇 | 分身              | 大森南朋 杏                  | 阿部進之介                          | 阿部進之介                          | 渡邊千穗（劇本） 河毛俊作（導演）   | 唯川惠 「分身」       |
| 5月14日（土） 世界奇妙物語 21世紀 21週年特別篇 | 通算              | 松平健 山本裕典              | 麥可·富岡 柳憂怜 林克享 松尾翠      | 麥可·富岡 柳憂怜 林克享 松尾翠      | 藤木光彦（劇本） 佐藤源太（導演）   |                       |
| 5月14日（土） 世界奇妙物語 21世紀 21週年特別篇 | 踢罐迷藏          | 永作博美                     | 松尾諭 馬淵英俚可                   | 松尾諭 馬淵英俚可                   | 半澤律子（劇本） 都築淳一（導演）   |                       |
| 5月14日（土） 世界奇妙物語 21世紀 21週年特別篇 | PETS              | 谷村美月 國生小百合 國仲涼子 | 石垣佑磨 山中崇                     | 石垣佑磨 山中崇                     | 筧昌也（劇本·導演）                 |                       |
| 11月26日（土） 2011年 秋季特別篇               | 附身              | 松下奈緒 中越典子            | 佐藤祐基                            | 佐藤祐基                            | 酒井雅秋（劇本） 小林義則（導演）   | 貫井德郎 「附身」     |
| 11月26日（土） 2011年 秋季特別篇               | 猜拳              | 三浦春馬 石橋蓮司            | 中村友理 丸山智己 中村育二 俵木藤汰 | 津村知与支 盛隆二 石井智也 村松利史 | 藤木光彦（劇本） 植田泰史（導演）   |                       |
| 11月26日（土） 2011年 秋季特別篇               | BABY Talk A型藥片 | 水川麻美 平山浩行            | 内田春菊 中山誠也 吉田幸矢          | 内田春菊 中山誠也 吉田幸矢          | 小峯裕之（劇本） 岩田和行（導演）   |                       |
| 11月26日（土） 2011年 秋季特別篇               | 掏耳勺            | 淺野忠信                     | 佐田真由美 阿南健治                 | 佐田真由美 阿南健治                 | 森迅史（劇本） 鈴木雅之（導演）     | 泉昌之 「挖耳朵」     |
| 11月26日（土） 2011年 秋季特別篇               | 被欺負的人        | 志田未来 大後壽壽花          | 指出瑞貴 西村優奈 梶原光            | 森下哲夫 古澤裕介 海島雪            | 半澤律子（劇本） 都築淳一（導演）   | 永山驢馬 「時限天使」 |

## 2012年
| 播放日期                          | 標題       | 主演 副主演                | 其他演員                                              | 其他演員                                              | 製作公司 製作人員                       | 原作、原案              |
| 4月21日（周六） 2012年 春季特別篇 | 甜蜜的記憶 | 仲間由紀惠 永井大          | 鈴木一真 黒坂真美 鬼塚和未                            | 鈴木一真 黒坂真美 鬼塚和未                            | 正岡謙一郎（劇本） 小林義則（導演）     |                         |
| 4月21日（周六） 2012年 春季特別篇 | 到7歲的話  | 鈴木福 友坂理惠 川岡大次郎 | 久家心 淺見麗奈 室剛                                  | 久家心 淺見麗奈 室剛                                  | 藤木光彦（劇本） 高丸雅隆（導演）       |                         |
| 4月21日（周六） 2012年 春季特別篇 | 家族（假） | 高橋克典 白石美帆          | 西川茉佑 松本若菜 八神蓮                              | 西川茉佑 松本若菜 八神蓮                              | 春名功武（劇本） 佐藤源太（導演）       | 春名功武 「逆綁票犯」   |
| 4月21日（周六） 2012年 春季特別篇 | 試身室     | 忽那汐里 石黑英雄 堀内敬子 | 高部愛                                                | 高部愛                                                | 小峯裕之（劇本） 後藤庸介（導演）       |                         |
| 4月21日（周六） 2012年 春季特別篇 | 棉花頭男人 | 濱田岳 渡邊一惠            | 上田耕一 藤澤惠麻 瀧澤沙織 勝山慎司 中山翔二 山崎夕貴 | 上田耕一 藤澤惠麻 瀧澤沙織 勝山慎司 中山翔二 山崎夕貴 | 巴西利·安·山田（劇本） 植田泰史（導演） | 小田扉 「前夜祭」       |
| 10月6日（周六） 2012年 秋季特別篇 | 心靈App    | 大島優子 大東駿介          | 菊池均也 佐藤美由紀                                   | 菊池均也 佐藤美由紀                                   | 寺田敏雄（劇本） 松木創（導演）         |                         |
| 10月6日（周六） 2012年 秋季特別篇 | 來世不動産 | 高橋克實 升野英知          |                                                       |                                                       | 升野英知（劇本） 岩田和行（導演）       | 升野英知 「来世不動産」 |
| 10月6日（周六） 2012年 秋季特別篇 | 水龍頭     | 伊藤英明 森口瑤子          | 宮武祭 馬淵譽 一条龍之介                              | 宮武祭 馬淵譽 一条龍之介                              | 北川亞矢子（劇本） 佐藤源太（導演）     | 小池真理子 「水龍頭」   |
| 10月6日（周六） 2012年 秋季特別篇 | 拼桌戀人   | 倉科加奈 宇津井健 佐野和真 | 庄野崎謙                                              | 庄野崎謙                                              | 和田清人（劇本） 高丸雅隆（導演）       |                         |
| 10月6日（周六） 2012年 秋季特別篇 | 仇恨病毒   | 草彅剛（SMAP） 森廉        | 藤本泉 品川徹                                         | 藤本泉 品川徹                                         | 黑岩勉（劇本） 落合正幸（導演）         | 梅澤瞬 「仇恨病毒」     |

## 2013年
| 播放日期                                     | 標題                 | 主演 副主演              | 其他演出者                                                   | 其他演出者                                                   | 製作公司 製作人員                       | 原作·原案                         |
| 5月11日（土） 世界奇妙物語 2013年 春季特別篇 | 詛咒網站             | 佐佐木希                 | 田中幸太朗 佐津川愛美 長田成哉                               | 田中幸太朗 佐津川愛美 長田成哉                               | 小川真（劇本） 松木創（導演）           |                                   |
| 5月11日（土） 世界奇妙物語 2013年 春季特別篇 | 石油出来了           | 丸山隆平（關8） 有村架純 | 中脇樹人 小須田康人 俵木藤汰 渡邊哲                          | 中脇樹人 小須田康人 俵木藤汰 渡邊哲                          | 巴西利·安·山田（劇本） 植田泰史（導演） |                                   |
| 5月11日（土） 世界奇妙物語 2013年 春季特別篇 | 空中醫生             | 小栗旬                   | 相島一之 原幹惠 宮田早苗 伊藤正之 平岩紙 小松和重 金刚地武志 | 相島一之 原幹惠 宮田早苗 伊藤正之 平岩紙 小松和重 金刚地武志 | 森迅史（劇本） 鈴木雅之（導演）         | 小田扉 「假裝」                   |
| 5月11日（土） 世界奇妙物語 2013年 春季特別篇 | 不死身的丈夫         | 檀麗 尾美利德            | 小林顕作 林正樹                                              | 小林顕作 林正樹                                              | 高山直也（劇本） 石川淳一（導演）       |                                   |
| 5月11日（土） 世界奇妙物語 2013年 春季特別篇 | 樓梯的花子           | 德井義實 大政絢          | 錦邊莉沙 岸田海音                                            | 錦邊莉沙 岸田海音                                            | 高山直也（劇本） 木下高男（導演）       | 辻村深月 「樓梯上的花子」         |
| 10月12日（土） 2013年 秋季特別篇             | 0.03幀的女人         | 夏菜                     | 宮田俊哉 遠野凪子                                            | 宮田俊哉 遠野凪子                                            | 北川亞矢子（劇本） 松木創（導演）       | 小中千昭 「0.03幀的女人」         |
| 10月12日（土） 2013年 秋季特別篇             | 保管水               | 香取慎吾（SMAP）         | 夏帆                                                         | 夏帆                                                         | 岡弘美（劇本） 石井克人（導演）         | 淺川繼太 「保管水」               |
| 10月12日（土） 2013年 秋季特別篇             | 人類心靈微波爐       | 志賀廣太郎               | 真野惠里菜                                                   | 真野惠里菜                                                   | 加藤公平（劇本） 植田泰史（導演）       | 竹本友二 「人類心靈微波爐」       |
| 10月12日（土） 2013年 秋季特別篇             | 假婚                 | 石原聰美                 | 北村有起哉 笠原秀幸 角田晃廣                                 | 北村有起哉 笠原秀幸 角田晃廣                                 | 和田清人（劇本） 元村次宏（導演）       |                                   |
| 10月12日（土） 2013年 秋季特別篇             | 某一天，炸彈從天而降 | 松坂桃李                 | 黑木華                                                       | 黑木華                                                       | 和田清人（劇本） 城宝秀則（導演）       | 古橋秀之 「某一天，炸彈從天而降」 |

## 2014年
| 播放日期                                      | 標題                | 主演 副主演                     | 其他演出者                                                                         | 其他演出者                                                                         | 製作公司 製作人員                 | 原作·原案                                 |
| 4月5日（土） 世界奇妙物語 2014年 春之特別篇   | 廢柴的他和可愛的她  | 玉森裕太（Kis-My-Ft2） 木村文乃 |                                                                                    |                                                                                    | 小澤俊介（劇本） 高丸雅隆（導演） | 若月光 「廢柴的他和可愛的她」             |
| 4月5日（土） 世界奇妙物語 2014年 春之特別篇   | 墓友                | 渡邊惠理 真野響子               | 圓城寺綾 吉野佳子                                                                  | 圓城寺綾 吉野佳子                                                                  | 吉井三奈子（劇本） 松木創（導演） |                                           |
| 4月5日（土） 世界奇妙物語 2014年 春之特別篇   | 空想少女            | 能年玲奈                        | 飯豐萬理江 入江甚儀 米奇·庫提斯 伊藤幸純                                           | 飯豐萬理江 入江甚儀 米奇·庫提斯 伊藤幸純                                           | 向田邦彦（劇本） 植田泰史（導演） | 岡本（假） 「空想少女正痛苦」             |
| 4月5日（土） 世界奇妙物語 2014年 春之特別篇   | 最後的電影院        | 榮倉奈奈                        | 金子統昭 古關安廣                                                                  | 金子統昭 古關安廣                                                                  | 小峯裕之（劇本） 山内大典（導演） |                                           |
| 4月5日（土） 世界奇妙物語 2014年 春之特別篇   | 復仇醫院            | 藤木直人 赤井英和               |                                                                                    |                                                                                    | 高山直也（劇本） 石川淳一（導演） | 清水義範 「復仇醫院」                     |
| 10月18日（土） 世界奇妙物語 2014年 秋之特別篇 | 驚喜                | 多部未華子                      | 馬場徹 藤井美菜 加治將樹 津村知与支                                                | 宮田早苗 渡邊桂子 森富士夫                                                         | 守口悠介（劇本） 松木創（導演）   |                                           |
| 10月18日（土） 世界奇妙物語 2014年 秋之特別篇 | 奔跑的相撲力士      | 仲村亨                          | 音尾琢真 水沼天孝                                                                  | 音尾琢真 水沼天孝                                                                  | 高山直也（劇本） 岩田和行（導演） | 筒井康隆 「奔跑的相撲力士」               |
| 10月18日（土） 世界奇妙物語 2014年 秋之特別篇 | 未来小偷            | 吉田鋼太郎 神木隆之介           | 東根作寿英 大原櫻子 阿南健治 舟木幸 碓井将大 笠井薫明 岸明日香 葉加瀬真衣 藤岡大樹 | 東根作寿英 大原櫻子 阿南健治 舟木幸 碓井将大 笠井薫明 岸明日香 葉加瀬真衣 藤岡大樹 | 大野敏哉（劇本） 後藤庸介（導演） | 藤子·F·不二雄 「未来小偷」                |
| 10月18日（土） 世界奇妙物語 2014年 秋之特別篇 | 好冷啊              | 若村麻由美                      | 飯田基祐 大山蓮斗 內田慈 村松利史                                                  | 飯田基祐 大山蓮斗 內田慈 村松利史                                                  | 山岡潤平（劇本） 村上正典（導演） |                                           |
| 10月18日（土） 世界奇妙物語 2014年 秋之特別篇 | 次世代排泄物 Fanamo | 戶田惠梨香                      | 平山浩行 平田滿 橋本真實 緒澤燈                                                    | 平山浩行 平田滿 橋本真實 緒澤燈                                                    | 前田司郎（劇本·導演）             | 前田司郎 「代替大便的新一代排泄物Fanamo」 |

## 2015年
| 播送日期                                                        | 標題           | 主演 副主演                 | 其他出演者                             | 其他出演者                             | 製作公司 製作人員                                  | 原作·原案                                                                 |
| 4月11日（土） 世界奇妙物語 25週年春季特別篇〜人氣漫畫家競賽篇〜 | 面具           | 鈴木梨央                    | 袴田吉彦 霧島麗香 山岡愛姫 麿赤兒      | 袴田吉彦 霧島麗香 山岡愛姫 麿赤兒      | 高山直也（劇本） 植田泰史（導演）                  | 永井豪 「面具」                                                           |
| 4月11日（土） 世界奇妙物語 25週年春季特別篇〜人氣漫畫家競賽篇〜 | 地縛者         | 前田敦子 田中圭             | 渡邊真起子                             | 渡邊真起子                             | 田邊滿（劇本） 河野圭太（導演）                    | 伊藤潤二 「地縛者」                                                       |
| 4月11日（土） 世界奇妙物語 25週年春季特別篇〜人氣漫畫家競賽篇〜 | 橡膠之男       | 阿部寬 魯夫（聲：田中真弓） | 北村有起哉                             | 北村有起哉                             | 神森万里江（劇本） 木下高男（導演）                | 尾田榮一郎 集英社 富士電視台 東映動畫 「橡膠之男」合作企劃                |
| 4月11日（土） 世界奇妙物語 25週年春季特別篇〜人氣漫畫家競賽篇〜 | 昆蟲之家       | 長谷川京子                  | 板尾創路 入山法子 楳圖一雄（特別演出） | 板尾創路 入山法子 楳圖一雄（特別演出） | 高山直也（劇本） 松木創（導演）                    | 楳圖一雄 「昆蟲之家」                                                     |
| 4月11日（土） 世界奇妙物語 25週年春季特別篇〜人氣漫畫家競賽篇〜 | 相信自己的男人 | 稻垣吾郎                    | 手塚徹                                 | 藤木光彦（劇本） 城宝秀則（導演）      | 藤木光彦（劇本） 城宝秀則（導演）                  | 石川雅之 「相信自己的男人2」                                              |
| 11月21日（土） 25周年記念! 秋季2週連續SP 傑作復活篇             | 昨日公園       | 有村架純 福田麻由子         | 大和田健介                             | 大和田健介                             | 酒卷浩史（劇本） 石井克人（導演）                  | 2006年10月2日 「昨日公園」 本劇的主角由原作中的男性改成女性               |
| 11月21日（土） 25周年記念! 秋季2週連續SP 傑作復活篇             | 今清大叔       | 野村周平 酒井敏也           | 藤原令子 中川秀樹                      | 藤原令子 中川秀樹                      | 高丸雅隆（導演） 中島直俊（劇本）                  | 2006年3月28日 「今清大叔」                                                |
| 11月21日（土） 25周年記念! 秋季2週連續SP 傑作復活篇             | 正午的決鬥     | 和田現子                    | 寺島進 六平直政                        | 寺島進 六平直政                        | 守口悠介（劇本） 都築淳一（導演）                  | 1992年6月11日 「High Noon」                                               |
| 11月21日（土） 25周年記念! 秋季2週連續SP 傑作復活篇             | 豬多摳被龍糗   | 藤木直人                    | 相島一之 GENKING 山田明鄉              | 相島一之 GENKING 山田明鄉              | 北川悅吏子（劇本） 簡·蘇（劇本） 後藤庸介（導演）  | 1991年4月18日 「聽不懂的語言」 本劇的主角由原作中的白領上班族改成IT界寵兒 |
| 11月21日（土） 25周年記念! 秋季2週連續SP 傑作復活篇             | 販賣回憶的男人 | 木梨憲武                    | 西田尚美 今井朋彦 田中千空             | 西田尚美 今井朋彦 田中千空             | 本田隆朗（劇本） 岩田和行（導演）                  | 1994年10月10日 「販賣回憶的男人」                                         |
| 11月28日（土） 25周年記念! 秋季連續2週SP 電影導演篇             | 箱子           | 竹内結子                    | 水橋研二 高橋一生 難波圭一             | 水橋研二 高橋一生 難波圭一             | 佐藤嗣麻子（劇本·導演）                            |                                                                           |
| 11月28日（土） 25周年記念! 秋季連續2週SP 電影導演篇             | 幸福眼鏡       | 妻夫木聰 山本美月           | 橋本潤 古館寬治 日高範子               | 橋本潤 古館寬治 日高範子               | 宇山佳佑（劇本） 本廣克行（導演）                  |                                                                           |
| 11月28日（土） 25周年記念! 秋季連續2週SP 電影導演篇             | 事故物件       | 中谷美紀                    | 新井美羽 高橋和也                      | 新井美羽 高橋和也                      | 加藤淳也（劇本） 三宅隆太（劇本） 中田秀夫（導演） |                                                                           |
| 11月28日（土） 25周年記念! 秋季連續2週SP 電影導演篇             | X              | 阿部貞夫                    | 室剛 鈴木砂羽                          | 室剛 鈴木砂羽                          | 長谷川徹（劇本） 山崎貴（導演）                    | 原田宗典 「×叉」                                                          |
| 11月28日（土） 25周年記念! 秋季連續2週SP 電影導演篇             | 謊言誕生之日   | 滿島真之介                  | 白洲迅 矢本悠馬                        | 白洲迅 矢本悠馬                        | 宇山佳佑（劇本） 清水崇（導演）                    | 渡邊優平 「懂得謊言」                                                     |

## 2016年
| 播送日期                 | 標題         | 主演 副主演     | 其他演出者                             | 其他演出者                             | 製作公司 製作人員                   | 原作·原案               |
| 5月28日（土） 春之特別篇 | 美人稅       | 佐佐木希        | 浦井健治 中村杏 杉本彩                 | 浦井健治 中村杏 杉本彩                 | 高山直也（劇本） 西坂瑞城（導演）   | 加藤公平 （原案）       |
| 5月28日（土） 春之特別篇 | 做夢機械     | 窪田正孝        | 石橋杏奈 松原菫 山路和弘 小野了 舟木幸 | 石橋杏奈 松原菫 山路和弘 小野了 舟木幸 | 高山直也（劇本） 松本創（導演）     | 諸星大二郎 「做夢機械」 |
| 5月28日（土） 春之特別篇 | 上班的軍隊   | 西島秀俊        | 中村優子 兒島雄一                      | 中村優子 兒島雄一                      | 德尾浩司（劇本） 佐藤佑市（導演）   | 筒井康隆 「上班的軍隊」 |
| 5月28日（土） 春之特別篇 | 問答的大叔   | 松重豐 高橋一生 | 藤本泉 福澤朗                          | 藤本泉 福澤朗                          | 宇山佳佑（劇本） 石川淳一（導演）   | 竹本友二 「大叔宴會」   |
| 10月8日（土） 秋之特別篇 | 同時         | 黑木美沙        | 藤井美菜                               | 藤井美菜                               | 岡田道尚（劇本） 岩田和行（導演）   | 新津清美 「同時」       |
| 10月8日（土） 秋之特別篇 | 被貼了！     | 成宮寬貴        | 三倉茉奈 渡邊哲                        | 三倉茉奈 渡邊哲                        | 宇山佳佑（劇本） 品田俊介（導演）   | HERO 「貼紙教室」       |
| 10月8日（土） 秋之特別篇 | 好丟棄的女人 | 深田恭子        | 阿部純子 上野夏妃                      | 阿部純子 上野夏妃                      | 吉井三奈子（劇本） 土方政人（導演） |                         |
| 10月8日（土） 秋之特別篇 | 車中故事     | 北村一輝        | 古川雄輝 杉本哲太                      | 古川雄輝 杉本哲太                      | 森迅史（劇本） 植田泰史（導演）     | 我孫子武丸 「車中故事」 |

## 2017年
| 播送日期                           | 標題       | 主演 副主演                       | 其他演出者                                 | 其他演出者                                 | 製作公司 製作人員                 | 原作·原案             |
| 4月29日（土） 春之特別篇           | 夢男       | 中條彩未 This Man（聲：玄田哲章） | 廣田亮平 唐田英里佳 杉野遙亮               | 廣田亮平 唐田英里佳 杉野遙亮               | 稻垣清隆（劇本） 松木創（導演）   |                       |
| 4月29日（土） 春之特別篇           | 少一把     | 永作博美                          | 神尾佑 北香那 今井悠貴                     | 神尾佑 北香那 今井悠貴                     | 蛭田直美（劇本） 小林義則（導演） |                       |
| 4月29日（土） 春之特別篇           | 變色龍演員 | 菅田將暉                          | 塚地武雅 山中崇                            | 塚地武雅 山中崇                            | 黑岩勉（劇本） 後藤庸介（導演）   |                       |
| 4月29日（土） 春之特別篇           | 妻子的記憶 | 遠藤憲一                          | 德永繪里 遠山俊也 原田美枝子               | 德永繪里 遠山俊也 原田美枝子               | 和田清人（劇本） 河野圭太（導演） | 吳城垈 「妻子的記憶」 |
| 10月9日-13日（月 - 金） 深夜特別篇 | 忖度       | 志尊淳                            | 山崎紘菜 諏訪雅 六角慎司 藍木靖英 並樹史朗 | 山崎紘菜 諏訪雅 六角慎司 藍木靖英 並樹史朗 | 伊達三（劇本） 後藤庸介（導演）   |                       |
| 10月14日（土） 秋之特別篇          | 寺島       | 吉岡里帆                          | 峯田和伸 大後壽壽花 福田溫子               | 峯田和伸 大後壽壽花 福田溫子               | 中村樹基（劇本） 都築淳一（導演） | 笠木廣 「寺島」       |
| 10月14日（土） 秋之特別篇          | 自由式母親 | 中山美穗                          | 淺利陽介 高木星來 伊藤正幸 古館寬治 松尾諭 | 淺利陽介 高木星來 伊藤正幸 古館寬治 松尾諭 | 森迅史（劇本） 後藤庸介（導演）   |                       |
| 10月14日（土） 秋之特別篇          | 命運檢測器 | 岩田剛典                          | 石橋杏奈 淺香航大 玄理 丸山智己            | 石橋杏奈 淺香航大 玄理 丸山智己            | 三浦希紗（劇本） 城宝秀則（導演） |                       |
| 10月14日（土） 秋之特別篇          | 夜之聲     | 藤原龍也                          | 飯豐萬理江 小市慢太郎                      | 飯豐萬理江 小市慢太郎                      | 松井周（劇本） 河野圭太（導演）   | 手塚治虫 「夜之聲」   |

## 2018年
| 播送日期                 | 標題         | 主演 副主演 | 其他演出者                                      | 製作公司 製作人員                         | 原作·原案                                           |
| 5月12日（土） 春之特別篇 | 關注者       | 白石麻衣    | 都丸紗也華 内藤友也 川面千晶 佐伯大地           | 岡本貴也（劇本） 山内大典（導演）         |                                                     |
| 5月12日（土） 春之特別篇 | 外遇警察     | 唐澤壽明    | 升毅 近藤公園 紺野真晝 立石凉子 筧美和子        | 布拉吉莉·安·山田（劇本） 佐藤祐市（導演） |                                                     |
| 5月12日（土） 春之特別篇 | 瞬移到明天   | 三浦春馬    | 佐久間由衣 相島一之                             | 安江渡（劇本） 植田泰史（導演）           | 小出元貴 「Irium」                                  |
| 5月12日（土） 春之特別篇 | 少年         | 倉科佳奈    | 健太郎 高村佳偉人                               | 橋部敦子（劇本） 城宝秀則（導演）         |                                                     |
| 11月10日(土)秋之特別篇   | 幽靈社員     | 佐野史郎    | 勝地涼                                          | 赤松新（劇本） 星護（導演）               |                                                     |
| 11月10日(土)秋之特別篇   | 明日的我     | 國仲涼子    | 忍成修吾 森田涼花 澀谷謙人                      | 武井彩（劇本）                            | 赤松新 （原案）                                     |
| 11月10日(土)秋之特別篇   | 聖誕節的怪物 | 川榮李奈    | 本鄉奏多                                        | 和田清人（劇本） 岩田和行（導演）         | 朱川湊人 「薄冰之日」                               |
| 11月10日(土)秋之特別篇   | 無法脫逃     | 坂口健太郎  |                                                 | 山岡潤平（劇本） 都築淳一（導演）         | 小柳新 （原案）                                     |
| 11月10日(土)秋之特別篇   | 數學的傍晚   | 玉城蒂娜    | 傑西 田中樹 松村北斗 高地優吾 矢部享祏 山村紅葉 | 上田誠（劇本） 紙谷楓（導演）             | 「數學的傍晚」 原案:上田誠 導演:諏訪雅 （歐洲企劃） |

## 2019年
| 播送日期                 | 標題                   | 主演 副主演 | 其他演出者                                         | 製作公司 製作人員                       | 原作·原案                           |
| 6月8日（土） 雨之特別篇  | 永遠的英雄             | 鄉裕美      | 上白石萌音 村杉蝉之介 神尾佑 森田甘路 木本夕貴     | 布拉吉莉·安·山田（劇本） 紙谷楓（導演） |                                     |
| 6月8日（土） 雨之特別篇  | 未知森林               | 吉田羊      | 長谷川朝晴 高橋來 平澤宏宏路 廣岡由里子 梨本謙次郎 | 守口悠介（劇本） 小林義則（導演）       | 乾綠郎 「未知森林」                 |
| 6月8日（土） 雨之特別篇  | 人類的種子             | 木村文乃    | 粟野咲莉 山田杏奈 岡本玲 笠原秀幸                  | 嶋田憂葉（劇本） 河野圭太（導演）       | 山崎亮 （原案）                     |
| 6月8日（土） 雨之特別篇  | 為倒立少女而彈的鳴奏曲 | 玉森裕太    | 黑島結菜 大内田悠平                                | 皐月彩（劇本） 岩田和行（導演）         | 北山猛邦 「為倒立少女而彈的鳴奏曲」 |
| 6月8日（土） 雨之特別篇  | 蘿蔔武士               | 濱邊美波    | 小手伸也 井上瑞稀（HiHi Jets） 久保酎吉            | 向田邦彦（劇本） 植田泰史（導演）       | 田丸雅智 「蘿蔔武士」               |
| 11月9日（土） 秋之特別篇 | 鍋蓋                   | 杉咲花      | 石川恋 岩永徹也                                    | 赤松新（劇本） 山内大典（導演）         |                                     |
| 11月9日（土） 秋之特別篇 | 戀愛的記憶，不要停下   | 齊藤由貴    | 利重剛 平栗敦美                                    | 諸橋隼人（劇本） 岩田和行（導演）       |                                     |
| 11月9日（土） 秋之特別篇 | 黃金睡眠               | 室剛        | 落合扶樹 柳百合菜 櫻井聖 長野蒼大                  | 山岡潤平（劇本） 植田泰史（導演）       | 大崎翔 （原案）                     |
| 11月9日（土） 秋之特別篇 | 單人野營               | 板尾創路    |                                                    | 諸橋隼人（劇本） 横尾初喜（導演）       |                                     |
| 11月9日（土） 秋之特別篇 | 惠美論                 | 白石聖      | 山下航平 濱津隆之 加藤小夏                         | 向田邦彦（劇本） 山内大典（導演）       | 伊達三 （原案、劇本協力）           |

## 2020年
| 播送日期                  | 標題           | 主演 副主演     | 其他演出者                                   | 製作公司 製作人員                 | 原作·原案                  |
| 6月8日（土） 夏之特別篇   | 污渍           | 广濑爱丽丝      | 宮川一朗太 山口香緒里 关惠美 隈部洋平 濱正悟 | 諸橋隼人（劇本） 植田泰史（导演） |                            |
| 6月8日（土） 夏之特別篇   | 三个愿望       | 伊藤英明        | 松角洋平 澤井美優 瀧藤賢一                   | 荒木哉仁（剧本） 河野圭太（导演） |                            |
| 6月8日（土） 夏之特別篇   | 无法火化的父亲 | 杏 松下洸平     | 森矢寬和 山本道子 山田明鄉 皆川猿時 三浦誠己 | 坂本繪美（剧本） 河野圭太（导演） |                            |
| 6月8日（土） 夏之特別篇   | 主播           | 白洲迅          |                                              | 荒木哉仁（剧本） 淵上正人（导演） |                            |
| 11月14日（土） 秋之特別篇 | 投幣洗衣店     | 濱田岳 岡崎紗繪 | 瀧川廣志                                     | 遠山繪梨香（劇本） 松木創（导演） | 鈴木祐斗 「更衣室」        |
| 11月14日（土） 秋之特別篇 | 建元雅子       | 大竹忍 成海璃子 | 森高愛 小松和重 佐伯大地                     | 山岡潤平（剧本） 小林義則（导演） | 荒木哉仁 （原案）          |
| 11月14日（土） 秋之特別篇 | 幻想朋友       | 廣瀨鈴          | 堀内敬子 横田真悠 加藤英美里                 | 荒木哉仁（剧本） 植田泰史（导演） |                            |
| 11月14日（土） 秋之特別篇 | 更新家庭       | 高橋克實 吉川愛 | 小貫加惠 葉月綾                              | 向田邦彦（剧本） 北坊信一（导演） | 珠穆朗瑪·服部 「更新家庭」 |

## 2021年
| 播送日期                 | 標題                | 主演 副主演                                                              | 其他演出者                                                               | 其他演出者                        | 製作公司 製作人員                                                                   | 原作·原案 |
| ------------------------ | ------------------- | ------------------------------------------------------------------------ | ------------------------------------------------------------------------ | --------------------------------- | ----------------------------------------------------------------------------------- | --------- |
| 6月26日（土） 夏之特別篇 |                     |                                                                          |                                                                          |                                   |                                                                                     |           |
| 還有15秒就死             | 吉瀨美智子 梶裕貴   | 山口麻友 赤間麻里子                                                      | 山口麻友 赤間麻里子                                                      | 荒木哉仁（劇本） 城宝秀則（導演） | 榊林銘 「十五秒」                                                                   |           |
| 三途川的奥特萊斯公園     | 加藤成亮            | 島崎遙香 潤浩 芋生悠 伊島空 野野村はなの 和成 橋澤進一 木村魚拓 原あや香 | 島崎遙香 潤浩 芋生悠 伊島空 野野村はなの 和成 橋澤進一 木村魚拓 原あや香 | 安江渡（劇本） 植田泰史（導演）   | 寺田浩晃 「三途川的奥特莱斯公园」                                                   |           |
| 似曾相識感               | 上白石萌歌 鶴見辰吾 | 玄理 亞呂奈 高岩成二                                                     | 玄理 亞呂奈 高岩成二                                                     | 荒木哉仁（劇本） 城宝秀則（導演） |                                                                                     |           |
| 成る                     | 又吉直樹            | 淺野和之 工藤美櫻 綾野アリス 中崎花音 比佐廉 竹俣紅（富士電視台主播）    | 淺野和之 工藤美櫻 綾野アリス 中崎花音 比佐廉 竹俣紅（富士電視台主播）    | 相馬光（劇本） 植田泰史（導演）   |                                                                                     |           |
| 11月6日（土） 秋之特別篇 |                     |                                                                          |                                                                          |                                   |                                                                                     |           |
| SKIP                     | 赤楚衛二            | 堀未央奈 坂口涼太郎 栁俊太郎 時任勇氣                                    | 堀未央奈 坂口涼太郎 栁俊太郎 時任勇氣                                    | 井上テテ（劇本） 松木創（導演）   |                                                                                     |           |
| 優等生                   | 森七菜              | 奥平大兼 倉悠貴 大石昌良                                                 | 奥平大兼 倉悠貴 大石昌良                                                 | 坂本絵美（劇本） 山内大典（導演） |                                                                                     |           |
| 復活的密碼               | 桐谷健太            | 野波麻帆                                                                 | 野波麻帆                                                                 | 畠山隼一（劇本） 石川淳一（導演） | 史克威爾艾尼克斯 「勇者鬥惡龍II 惡靈的眾神」 「勇者鬥惡龍III 接著邁向傳說」（協力） |           |
| 金蛋                     | 山口紗彌加          | 長谷川朝晴 小野莉奈                                                      | 長谷川朝晴 小野莉奈                                                      | 三輪江一（劇本） 山内大典（導演） |                                                                                     |           |

## 2022年
| 播送日期                   | 標題       | 主演 副主演                  | 其他演出者                   | 其他演出者                            | 製作公司 製作人員                                                      | 原作·原案 |
| -------------------------- | ---------- | ---------------------------- | ---------------------------- | ------------------------------------- | ---------------------------------------------------------------------- | --------- |
| 6月18日（土） 夏之特別篇   |            |                              |                              |                                       |                                                                        |           |
| 不知何故銀座               | 有田哲平   | 東根作壽英 紺野真晝 岩田琉聖 | 東根作壽英 紺野真晝 岩田琉聖 | 相馬光（劇本） 植田泰史（導演）       | 村崎羯諦「不知何故銀座」（收載於「余命3000文字」）                     |           |
| 跟著弦律                   | 生田繪梨花 | 稻葉友 金剛地武志 滨津隆之   | 稻葉友 金剛地武志 滨津隆之   | 天本繪美（劇本） 城寶秀則（導演）     |                                                                        |           |
| Otodokemono （送來的東西） | 北山宏光   | 小島藤子 樋口日奈 綾田俊樹   | 小島藤子 樋口日奈 綾田俊樹   | 荒木哉仁（劇本） 淵上正人（導演）     | オクスツネハル「オトドケモノ」（集英社「少年Jump+」刊載）              |           |
| 假裝打電話                 | 山本美月   | 森口瑤子 神尾佑              | 森口瑤子 神尾佑              | 天本繪美（劇本） 吉村慶介（導演）     | BKB「電話をしてるふり」（收載於「BKB短篇小說假裝打電話」）             |           |
| 11月12日（土） 秋之特別篇  |            |                              |                              |                                       |                                                                        |           |
| 與前男友的三角關係         | 土屋太鳳   | 上杉柊平 木村昂              | 上杉柊平 木村昂              | いながわ亞美（劇本） 水戶祐介（導演） | Ququ「與前男友的三角關係」（收載於KADOKAWA「死んだ彼氏の脳味噌の話」） |           |
| わが様                     | 澤村一樹   | 荻野友里 佐藤遙燈 山田暖絆   | 荻野友里 佐藤遙燈 山田暖絆   | 保木本佳子（劇本） 河野圭太（導演）   |                                                                        |           |
| Concierge                  | 觀月亞里莎 | 金子統昭 池谷伸枝 落井實結子 | 金子統昭 池谷伸枝 落井實結子 | 金子洋介（劇本） 松木創（導演）       |                                                                        |           |
| 等一下！                   | 渡邊翔太   | 高田里穗                     | 高田里穗                     | 赤松新（劇本） 植田泰史（導演）       |                                                                        |           |

## 2023年
| 播送日期                  | 標題       | 主演 副主演                       | 其他演出者                        | 其他演出者                            | 製作公司 製作人員                | 原作·原案 |
| ------------------------- | ---------- | --------------------------------- | --------------------------------- | ------------------------------------- | -------------------------------- | --------- |
| 6月17日（土） 夏之特別篇  |            |                                   |                                   |                                       |                                  |           |
| 公主俱樂部                | 鈴木保奈美 | 奧田達士 栗原類 新津知世 松尾貴史 | 奧田達士 栗原類 新津知世 松尾貴史 | 荻安理紗（劇本） 小林義則（導演）     | 曽祢まさこ「公主俱樂部」         |           |
| 小林家WONDERLAND          | 中川大志   | 田口浩正 三石琴乃 篠崎愛 松崎未夢 | 田口浩正 三石琴乃 篠崎愛 松崎未夢 | 大久保ともみ（劇本） 淵上正人（導演） |                                  |           |
| 視線                      | 池田依來沙 | 醍醐虎汰朗 宮村優子               | 醍醐虎汰朗 宮村優子               | エバラコウキ（劇本） 松木創（導演）   |                                  |           |
| 虹                        | 西畑大吾   | 井頭愛海 奧田瑛二                 | 井頭愛海 奧田瑛二                 | 町田一則（劇本） 土方政人（導演）     |                                  |           |
| 11月11日（土） 秋之特別篇 |            |                                   |                                   |                                       |                                  |           |
| 永遠的二人                | 草彅剛     | 江口洋介 大西禮芳 姜暢雄 モロ師岡 | 江口洋介 大西禮芳 姜暢雄 モロ師岡 | 星護（劇本・導演）                    |                                  |           |
| 地獄冤罪                  | 北村一輝   | 花江夏樹 鈴之助                   | 花江夏樹 鈴之助                   | 辻野正樹（劇本） 松木創（導演）       |                                  |           |
| 晶體管技術的壓縮          | 溝端淳平   | 阿部亮平 福澤朗                   | 阿部亮平 福澤朗                   | 相馬光（劇本） 岩田和行（導演）       | 宮内悠介「晶體管技術的壓縮」     |           |
| 考慮一下走馬燈的順序      | 西野七瀨   | 七海うらら 朝加真由美 利重剛      | 七海うらら 朝加真由美 利重剛      | 嶋田うれ葉（劇本） 岩田和行（導演）   | 柴田勝家「考慮一下走馬燈的順序」 |           |

## 2024年
| 播送日期                  | 標題       | 主演 副主演                                | 其他演出者                                 | 其他演出者                                    | 製作公司 製作人員             | 原作·原案 |
| ------------------------- | ---------- | ------------------------------------------ | ------------------------------------------ | --------------------------------------------- | ----------------------------- | --------- |
| 6月8日（土） 夏之特別篇   |            |                                            |                                            |                                               |                               |           |
| 友引村                    | 原菜乃華   | 水澤林太郎 丈太郎                          | 水澤林太郎 丈太郎                          | 遠藤大輔（劇本） 小林義則（導演）             |                               |           |
| 人類寶藏                  | 高杉真宙   | 新納慎也 恒松祐里                          | 新納慎也 恒松祐里                          | 荒木哉仁（劇本） 木下高男（導演）             |                               |           |
| 週刊 前戀人製作           | 高橋光     | 竹財輝之助 富田鈴花                        | 竹財輝之助 富田鈴花                        | 横尾千智（劇本） 植田泰史（導演）             | 谷口菜津子「週刊 前戀人製作」 |           |
| 追憶的洋館                | 若村麻由美 | 傑西 山田明郷 山野海 池田朱那              | 傑西 山田明郷 山野海 池田朱那              | 諸橋隼人（劇本） 土方政人（導演）             |                               |           |
| 12月14日（土） 冬之特別篇 |            |                                            |                                            |                                               |                               |           |
| City Lives                | 佐藤勝利   | 片山友希 板倉武志                          | 片山友希 板倉武志                          | 針谷大吾（劇本・導演） 小林洋介（劇本・導演） |                               |           |
| 啊啊，祖國啊              | 尾上松也   | 津田寬治 Fenix D'Joan                      | 津田寬治 Fenix D'Joan                      | 相馬光（劇本） 植田泰史（導演）               | 星新一「啊啊，祖國啊」        |           |
| 第1屆田中家父親選拔       | 田中卓志   | 池津祥子 藤本洸大 林芽亜里 堀井新太 森岡豐 | 池津祥子 藤本洸大 林芽亜里 堀井新太 森岡豐 | 原野吉弘（劇本） 木下高男（導演）             |                               |           |
| Free                      | 清野菜名   | 細田善彥 福津健創                          | 細田善彥 福津健創                          | 荒木哉仁（劇本） 紙谷楓（導演）               |                               |           |

## AVANT故事（超短篇）
本篇播放前10秒～30秒（特別篇為30秒～1分以上）的短篇播放。

## 相關項目
- 世界奇妙物語

## 外部連結
- 富士電視台（页面存档备份，存于）
- 「地獄のタクシー」翻案裁判·判決全文（页面存档备份，存于）